# دوشیزه جهان
دوشیزه جهان یا دختر شایسته (به انگلیسی: Miss Universe) یک مسابقه بین‌المللی زیبایی است که هر سال توسط سازمانی با همین نام برگزار می‌شود.
این مسابقه برای دوشیزگان جوان (۱۸–۲۸ سال) برگزار می‌شد اما از سال ۲۰۲۴ محدودیت سنی برداشته شد، معیارهای متعدد دیگری به جز زیبایی جسمی نیز برای انتخاب برنده مسابقه در نظر گرفته می‌شود، این مسابقه اعلام کرده تمام زنان با هر خصوصیاتی میتوانند شرکت کنند مثل زنان متاهل، دارای فرزند، مطلقه، افراد ترنس و... هم میتوانند شرکت کنند.
این مسابقه در کنار سه رقابت مشابه دیگر؛ دوشیزه دنیا، دوشیزه زمین و دوشیزه بین‌الملل یکی از مهم‌ترین رقابت‌های زیبایی در سطح جهان است.
گلشن برازش بختیاری از ایران تنها داور رسمی و بین‌المللی می‌باشد که به درجه رسمی داوری در رقابتهای میس یونیورس، دوشیزه جهان رسیده‌است، و در سال ۲۰۲۴ اولین شرکت کننده‌ به نمایندگی از ایران برای اولین بار قرار است در این مسابقه شرکت کند.
دوشیزه جهان حال ویکتوریا کیار تیلویگ از دانمارک است.

## رقابتها

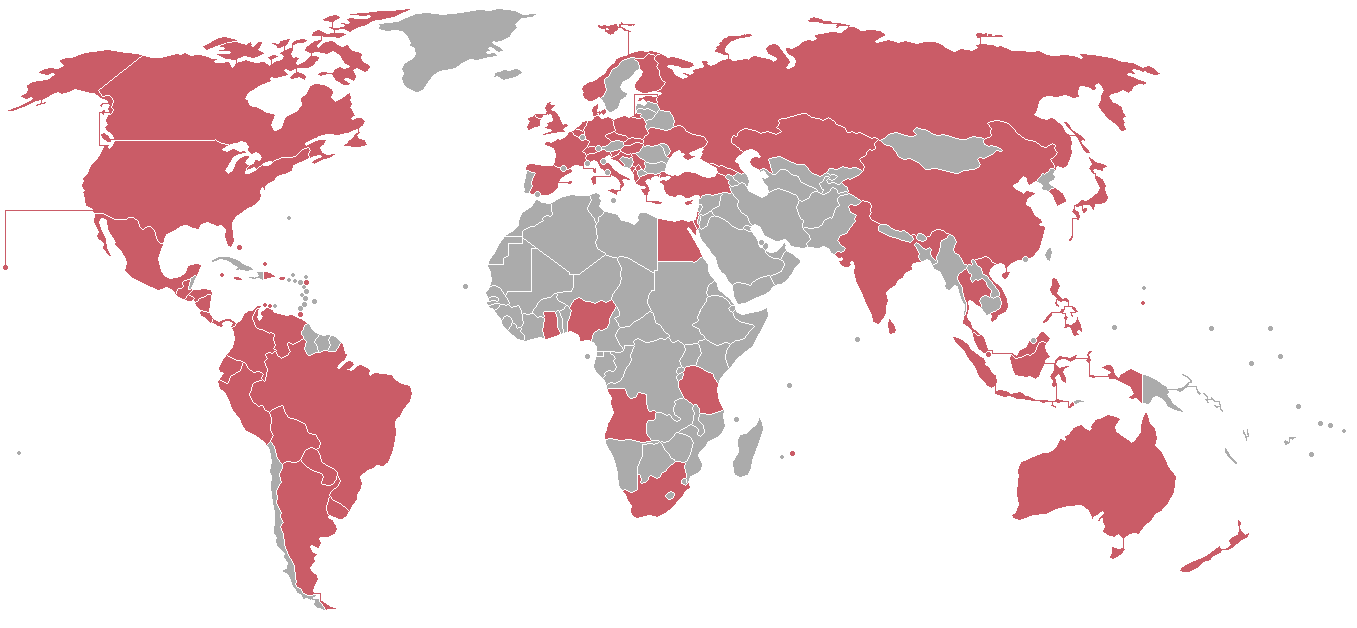
کشورهای شرکت کننده در مسابقات دوشیزه جهان

مرحله مقدماتی مسابقات در هر یک از کشورهای عضو این سازمان برگزار می‌شود و در مرحله نهایی برگزیدگان هر کشور در یک دوره یک‌ماهه به رقابت با یکدیگر می‌پردازند.
در سال ۲۰۲۴ برای اولین بار یک دختر از ایران شرکت کرد.

## تاریخچه
در سال ۱۹۵۱ برنده مسابقات ملکه زیبایی ایالات متحده آمریکا (Miss America) حاضر نشد تا با مایو اسپانسر خود (Catalina swimwear) به روی صحنه بیاید، این موضوع باعث شد که کارخانه (Pacific Mills) از این مسابقات جدا شود و مسابقاتی با نام دوشیزه جهان و ملکه زیبایی ایالات متحده آمریکا را ایجاد کند، آن‌ها اولین دوره این رقابت را سال ۱۹۵۲ در لانگ بیچ، کالیفرنیا برگزار کردند.

## برندگان
| سال  | برنده                   | ملیت              | محل برگزاری                    |
| ---- | ----------------------- | ----------------- | ------------------------------ |
| ۱۹۵۲ | آرمی کوسلا              | فنلاند            | لانگ بیچ، آمریکا               |
| ۱۹۵۳ | کریستیانا مارتل         | فرانسه            | لانگ بیچ، آمریکا               |
| ۱۹۵۴ | میریام استیونسون        | آمریکا            | لانگ بیچ، آمریکا               |
| ۱۹۵۵ | هیللی رامبین †          | سوئد              | لانگ بیچ، آمریکا               |
| ۱۹۵۶ | کارول موریس             | آمریکا            | لانگ بیچ، آمریکا               |
| ۱۹۵۷ | گلادیز زندر             | پرو               | لانگ بیچ، آمریکا               |
| ۱۹۵۸ | لوز مارینا زولوگاگا †   | کلمبیا            | لانگ بیچ، آمریکا               |
| ۱۹۵۹ | آکیکو کوجیما            | ژاپن              | لانگ بیچ، آمریکا               |
| ۱۹۶۰ | لیندا بمنت †            | آمریکا            | میامی بیچ، آمریکا              |
| ۱۹۶۱ | مارلین اشمیت            | آلمان             | میامی بیچ، آمریکا              |
| ۱۹۶۲ | نورما نولان             | آرژانتین          | میامی بیچ، آمریکا              |
| ۱۹۶۳ | ایئدا ماریا وارگاس      | برزیل             | میامی بیچ، آمریکا              |
| ۱۹۶۴ | کورینا تسوپی            | یونان             | میامی بیچ، آمریکا              |
| ۱۹۶۵ | آپاسرا هنگساکولا        | تایلند            | میامی بیچ، آمریکا              |
| ۱۹۶۶ | مارگارتا آرویدسون       | سوئد              | میامی بیچ، آمریکا              |
| ۱۹۶۷ | سیلویا هیچکاک †         | آمریکا            | میامی بیچ، آمریکا              |
| ۱۹۶۸ | مارتا واسکونچلوس        | برزیل             | میامی بیچ، آمریکا              |
| ۱۹۶۹ | گلوریا دیاز             | فیلیپین           | میامی بیچ، آمریکا              |
| ۱۹۷۰ | ماریسول ملارات          | پورتوریکو         | میامی بیچ، آمریکا              |
| ۱۹۷۱ | جورجینا ریزک            | لبنان             | میامی بیچ، آمریکا              |
| ۱۹۷۲ | کری آن ولز              | استرالیا          | دورادو، پورتوریکو              |
| ۱۹۷۳ | مارگارتا موران فلوئرندو | فیلیپین           | آتن، یونان                     |
| ۱۹۷۴ | امپارو مونیوس †         | اسپانیا           | مانیل، فیلیپین                 |
| ۱۹۷۵ | آن ماری پوهتامو         | فنلاند            | سان سالوادور، السالوادور       |
| ۱۹۷۶ | رینا مور                | اسرائیل           | هنگ کنگ                        |
| ۱۹۷۷ | ژانل کمیسیون            | ترینیداد و توباگو | سانتو دومینگو، جمهوری دومینیکن |
| ۱۹۷۸ | مارگارت گاردینر         | آفریقای جنوبی     | آکاپولکو، مکزیک                |
| ۱۹۷۹ | ماریتزا سایالرو         | ونزوئلا           | پرث، استرالیا                  |
| ۱۹۸۰ | شاون وترلی              | آمریکا            | سئول، کره جنوبی                |
| ۱۹۸۱ | ایرن سئوز               | ونزوئلا           | نیویورک، آمریکا                |
| ۱۹۸۲ | کارن دایان بالدوین      | کانادا            | لیما، پرو                      |
| ۱۹۸۳ | لورن داونز              | نیوزیلند          | سنت لوئیس، آمریکا              |
| ۱۹۸۴ | ایوون رایدینگ           | سوئد              | میامی، آمریکا                  |
| ۱۹۸۵ | دبورا کارتی دیو         | پورتوریکو         | میامی، آمریکا                  |
| ۱۹۸۶ | باربارا پالاسیوس        | ونزوئلا           | پاناماسیتی، پاناما             |
| ۱۹۸۷ | سسیلیا بولاکو           | شیلی              | سنگاپور                        |
| ۱۹۸۸ | پورنتیپ نخیرونکانوک     | تایلند            | تایپه، تایوان                  |
| ۱۹۸۹ | آنجلا ویسر              | هلند              | کانکون، مکزیک                  |
| ۱۹۹۰ | مونا گرود               | نروژ              | لس آنجلس، آمریکا               |
| ۱۹۹۱ | لوپیتا جونز             | مکزیک             | لاس وگاس، آمریکا               |
| ۱۹۹۲ | میشل مک‌لین              | نامیبیا           | بانکوک، تایلند                 |
| ۱۹۹۳ | دایانارا تورس           | پورتوریکو         | مکزیکوسیتی، مکزیک              |
| ۱۹۹۴ | سوشمیتا سن              | هند               | مانیل، فیلیپین                 |
| ۱۹۹۵ | چلسی اسمیت †            | آمریکا            | ویندهوک، نامیبیا               |
| ۱۹۹۶ | آلیسیا ماچادو           | ونزوئلا           | لاس وگاس، آمریکا               |
| ۱۹۹۷ | بروک لی                 | آمریکا            | میامی بیچ، آمریکا              |
| ۱۹۹۸ | وندی فیتزویلیام         | ترینیداد و توباگو | هونولولو، آمریکا               |
| ۱۹۹۹ | امپیول کلاگوب           | بوتسوانا          | چاگواراماس، ترینیداد و توباگو  |
| ۲۰۰۰ | لارا دوتا               | هند               | نیکوزیا، قبرس                  |
| ۲۰۰۱ | دنیس کینیونز            | پورتوریکو         | بایامون، پورتوریکو             |
| ۲۰۰۲ | اوکسانا فدوروا استعفا   | روسیه             | سان خوآن، پورتوریکو            |
| ۲۰۰۲ | جاستین پاسک جانشین      | پاناما            | سان خوآن، پورتوریکو            |
| ۲۰۰۳ | آملیا وگا               | جمهوری دومینیکن   | پاناماسیتی، پاناما             |
| ۲۰۰۴ | جنیفر هاوکینز           | استرالیا          | کیتو، اکوادور                  |
| ۲۰۰۵ | ناتالی گلبووا           | کانادا            | بانکوک، تایلند                 |
| ۲۰۰۶ | زلیخا ریورا             | پورتوریکو         | لس آنجلس، آمریکا               |
| ۲۰۰۷ | ریو موری                | ژاپن              | مکزیکوسیتی، مکزیک              |
| ۲۰۰۸ | دایانا مندوزا           | ونزوئلا           | نها ترنگ، ویتنام               |
| ۲۰۰۹ | استیفانا فرناندز        | ونزوئلا           | ناسائو، باهاما                 |
| ۲۰۱۰ | خیمنا ناوارته           | مکزیک             | لاس وگاس، آمریکا               |
| ۲۰۱۱ | لیلا لوپز               | آنگولا            | سائو پائولو، برزیل             |
| ۲۰۱۲ | اولیویا کالپو           | آمریکا            | لاس وگاس، آمریکا               |
| ۲۰۱۳ | گابریل ایزلر            | ونزوئلا           | مسکو، روسیه                    |
| ۲۰۱۴ | پاولینا وگا             | کلمبیا            | میامی، آمریکا                  |
| ۲۰۱۵ | پیا وورتزبچ             | فیلیپین           | لاس وگاس، آمریکا               |
| ۲۰۱۶ | ایریس میتنار            | فرانسه            | مانیل، فیلیپین                 |
| ۲۰۱۷ | دمی-لی نل-پیترز         | آفریقای جنوبی     | لاس وگاس، آمریکا               |
| ۲۰۱۸ | کاتریونا گری            | فیلیپین           | بانکوک، تایلند                 |
| ۲۰۱۹ | زوزیبینی تونزی          | آفریقای جنوبی     | آتلانتا، آمریکا                |
| ۲۰۲۰ | آندره‌آ مزا              | مکزیک             | هالیوود، آمریکا                |
| ۲۰۲۱ | هارناز ساندو            | هند               | ایلات، اسرائیل                 |
| ۲۰۲۲ | آربونی گابریل           | آمریکا            | نیواورلئان، آمریکا             |
| ۲۰۲۳ | شینیس پالاسیوس          | نیکاراگوئه        | سان سالوادور، السالوادور       |
| ۲۰۲۴ | ویکتوریا کیار تیلویگ    | دانمارک           | مکزیکوسیتی، مکزیک              |
| ۲۰۲۵ |                         |                   | بانکوک، تایلند                 |

## کشور بر اساس تعداد برد
| کشور              | عناوین | سال                                                  |
| ----------------- | ------ | ---------------------------------------------------- |
| آمریکا            | ۹      | ۱۹۵۴, ۱۹۵۶, ۱۹۶۰, ۱۹۶۷, ۱۹۸۰, ۱۹۹۵, ۱۹۹۷, ۲۰۱۲, ۲۰۲۲ |
| ونزوئلا           | ۷      | ۱۹۷۹, ۱۹۸۱, ۱۹۸۶, ۱۹۹۶, ۲۰۰۸, ۲۰۰۹, ۲۰۱۳             |
| پورتوریکو         | ۵      | ۱۹۷۰, ۱۹۸۵, ۱۹۹۳, ۲۰۰۱, ۲۰۰۶                         |
| فیلیپین           | ۴      | ۱۹۶۹, ۱۹۷۳, ۲۰۱۵, ۲۰۱۸                               |
| هند               | ۳      | ۱۹۹۴, ۲۰۰۰, ۲۰۲۱                                     |
| مکزیک             | ۳      | ۱۹۹۱, ۲۰۱۰, ۲۰۲۰                                     |
| آفریقای جنوبی     | ۳      | ۱۹۷۸, ۲۰۱۷, ۲۰۱۹                                     |
| سوئد              | ۳      | ۱۹۵۵, ۱۹۶۶, ۱۹۸۴                                     |
| فرانسه            | ۲      | ۱۹۵۶, ۲۰۱۶                                           |
| کلمبیا            | ۲      | ۱۹۵۸, ۲۰۱۴                                           |
| ژاپن              | ۲      | ۱۹۵۹, ۲۰۰۷                                           |
| کانادا            | ۲      | ۱۹۸۲, ۲۰۰۵                                           |
| استرالیا          | ۲      | ۱۹۷۲, ۲۰۰۴                                           |
| ترینیداد و توباگو | ۲      | ۱۹۷۷, ۱۹۹۸                                           |
| تایلند            | ۲      | ۱۹۶۵, ۱۹۸۸                                           |
| فنلاند            | ۲      | ۱۹۵۲, ۱۹۷۵                                           |
| برزیل             | ۲      | ۱۹۶۳, ۱۹۶۸                                           |
| دانمارک           | ۱      | ۲۰۲۴                                                 |
| نیکاراگوئه        | ۱      | ۲۰۲۳                                                 |
| آنگولا            | ۱      | ۲۰۱۱                                                 |
| جمهوری دومینیکن   | ۱      | ۲۰۰۳                                                 |
| پاناما            | ۱      | ۲۰۰۲ (جانشین)                                        |
| روسیه             | ۱      | ۲۰۰۲ (استعفا)                                        |
| بوتسوانا          | ۱      | ۱۹۹۹                                                 |
| نامیبیا           | ۱      | ۱۹۹۲                                                 |
| نروژ              | ۱      | ۱۹۹۰                                                 |
| هلند              | ۱      | ۱۹۸۹                                                 |
| شیلی              | ۱      | ۱۹۸۷                                                 |
| نیوزیلند          | ۱      | ۱۹۸۳                                                 |
| اسرائیل           | ۱      | ۱۹۷۶                                                 |
| اسپانیا           | ۱      | ۱۹۷۴                                                 |
| لبنان             | ۱      | ۱۹۷۱                                                 |
| یونان             | ۱      | ۱۹۶۴                                                 |
| آرژانتین          | ۱      | ۱۹۶۲                                                 |
| آلمان             | ۱      | ۱۹۶۱                                                 |
| پرو               | ۱      | ۱۹۵۷                                                 |

## نگارخانه

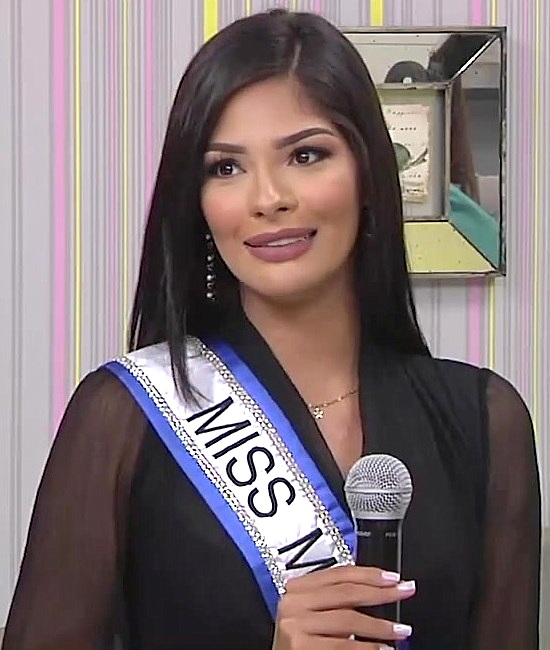
دوشیزه جهان ۲۰۲۳ شینیس پالاسیوس نیکاراگوئه
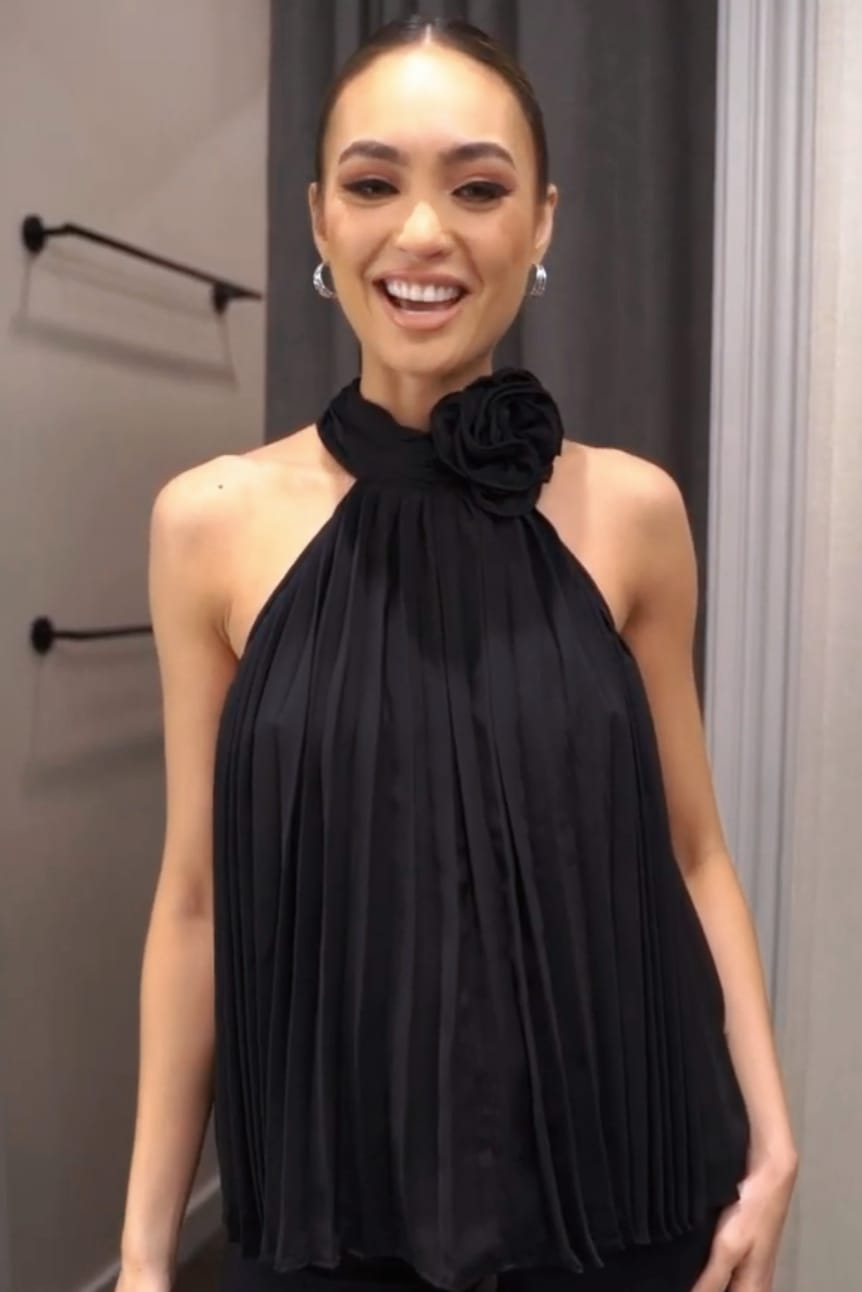
دوشیزه جهان ۲۰۲۲ آربونی گابریل آمریکا
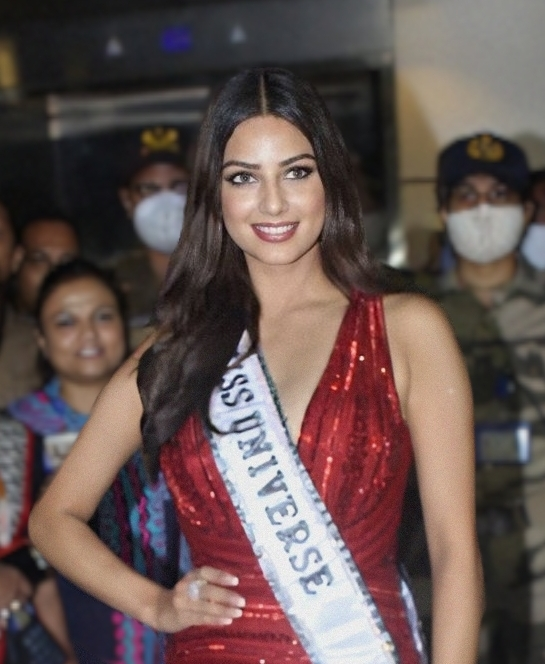
دوشیزه جهان ۲۰۲۱ هارناز ساندو هند
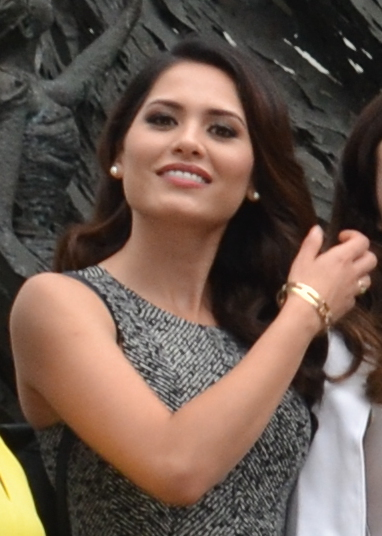
دوشیزه جهان ۲۰۲۰ آندره‌آ مزا مکزیک
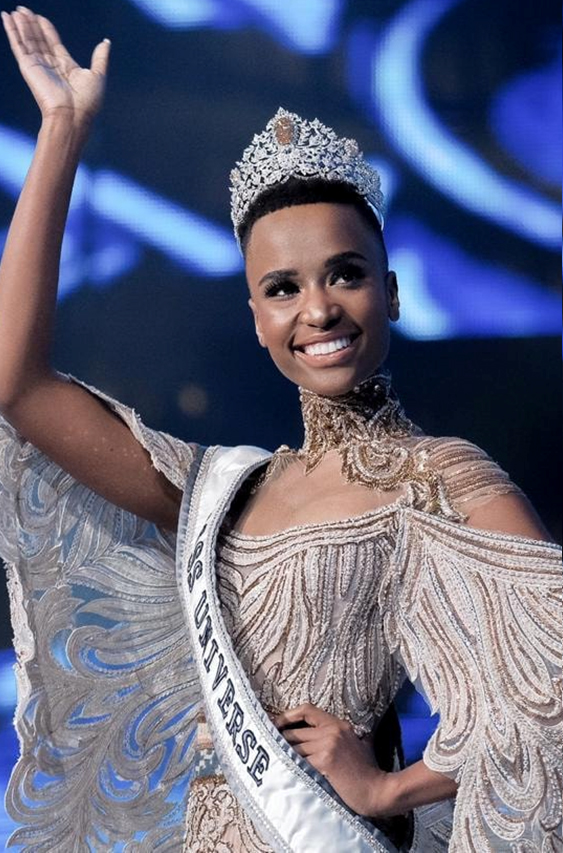
دوشیزه جهان ۲۰۱۹ زوزیبینی تونزی آفریقای جنوبی
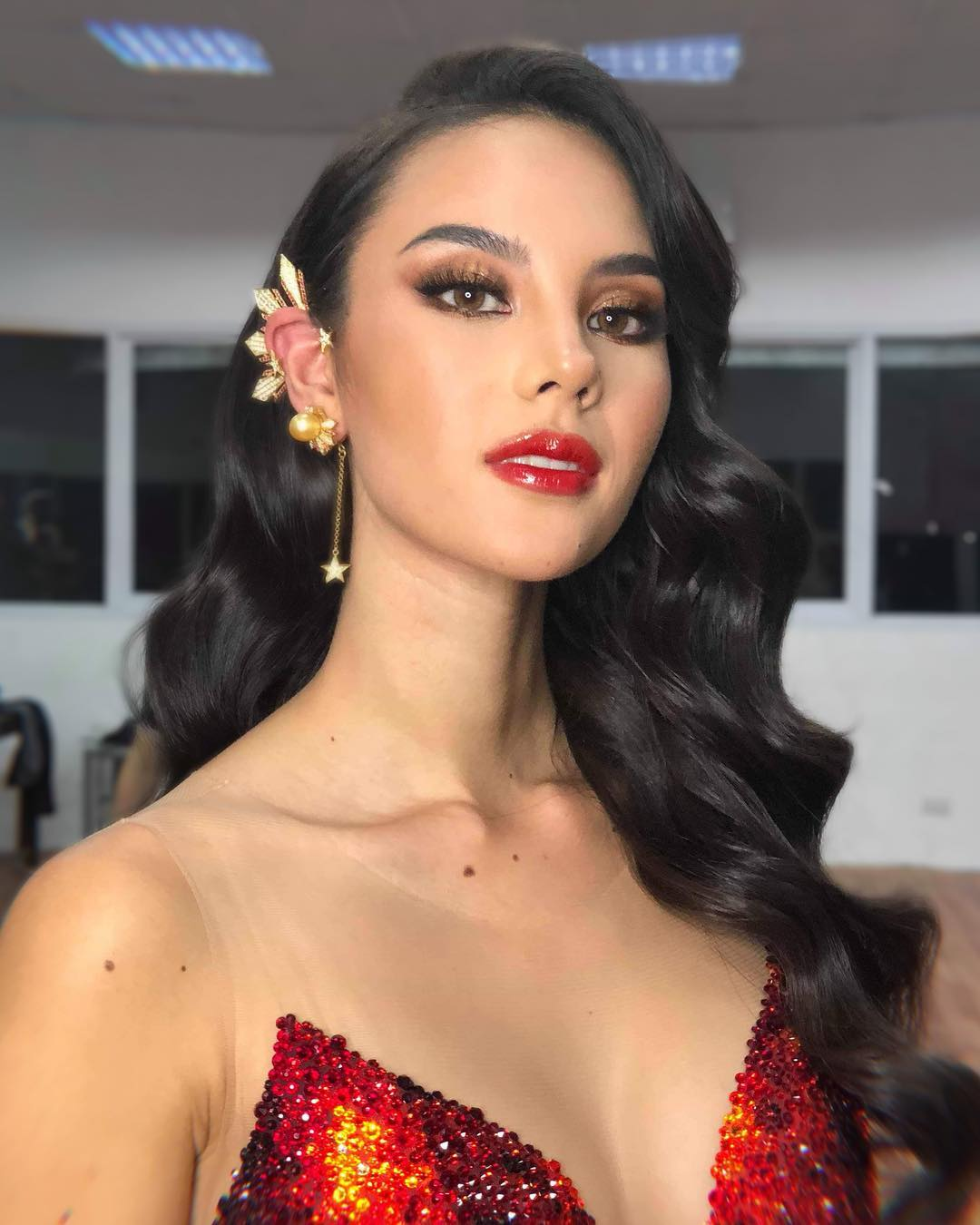
دوشیزه جهان ۲۰۱۸ کاتریونا گری فیلیپین
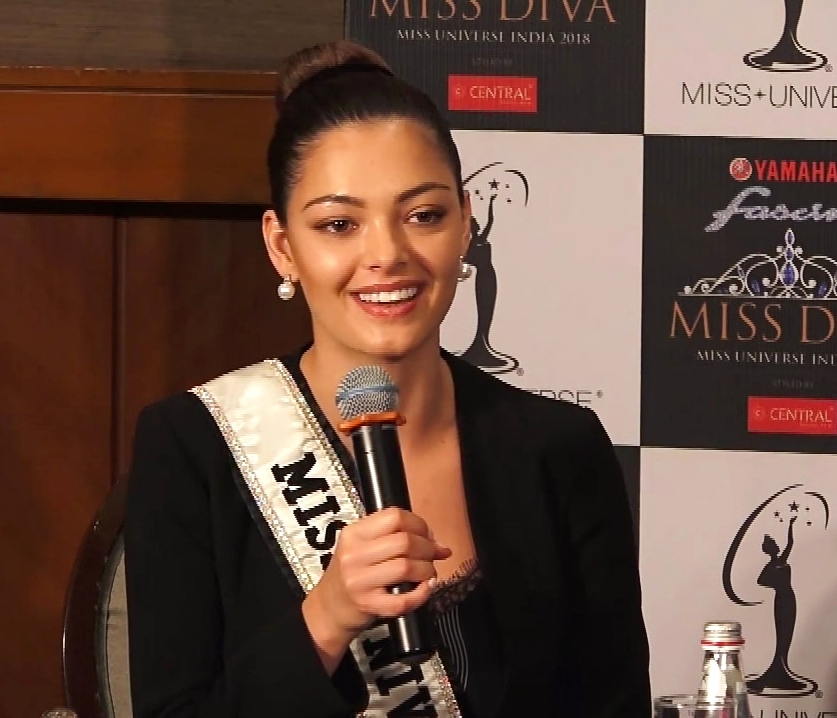
دوشیزه جهان ۲۰۱۷ دمی-لی نل-پیترز آفریقای جنوبی
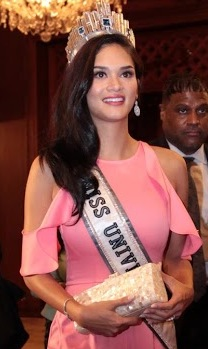
دوشیزه جهان ۲۰۱۵ پیا وورتزبچ فیلیپین
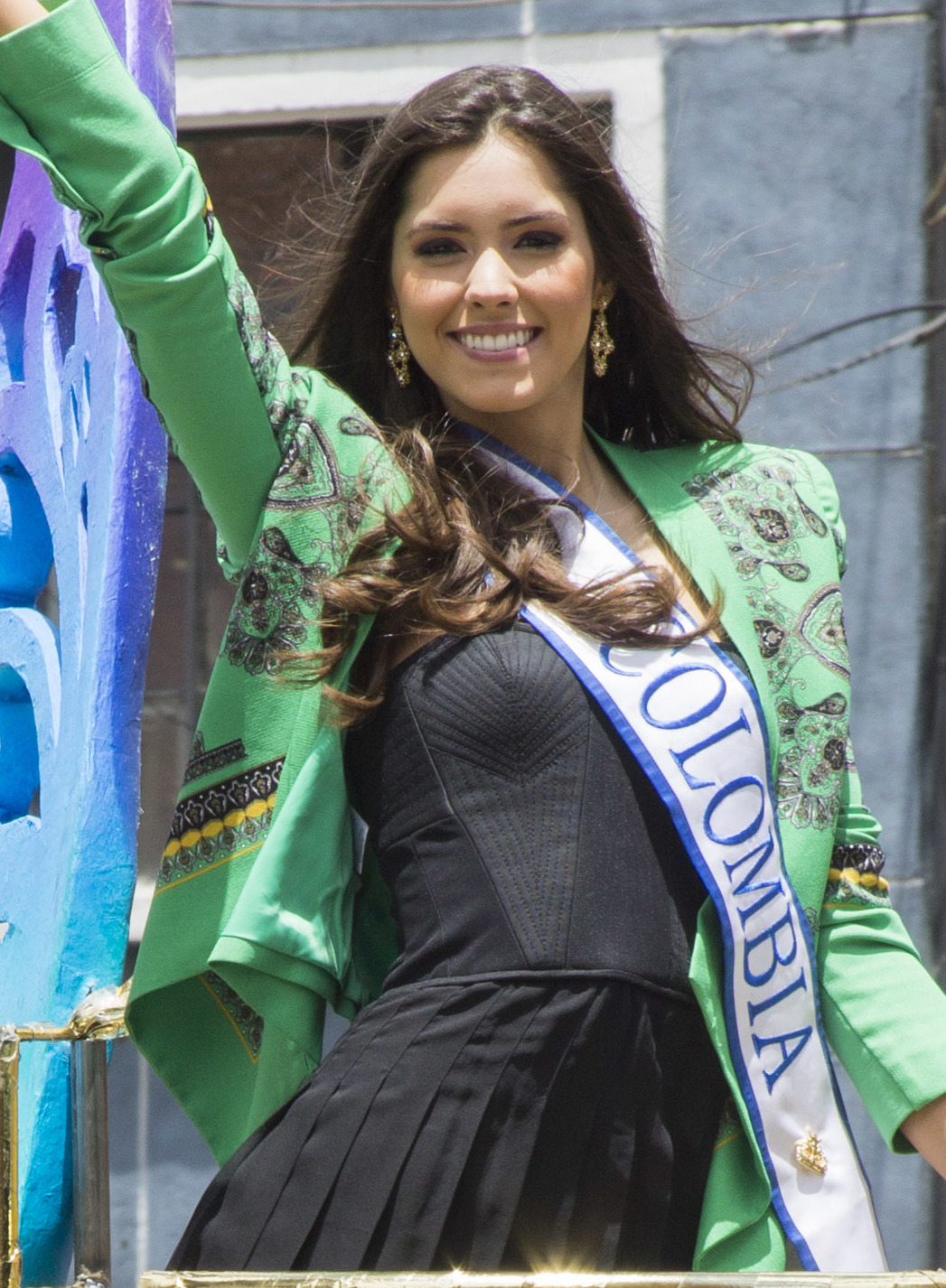
دوشیزه جهان ۲۰۱۴ پاولینا وگا کلمبیا
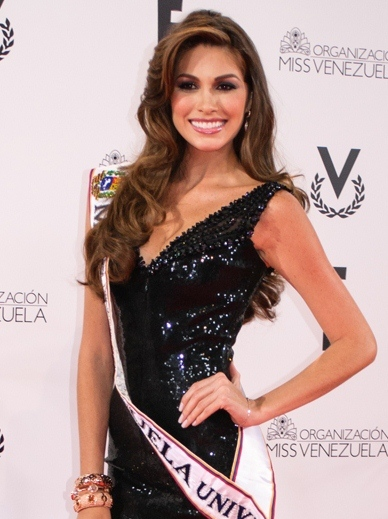
دوشیزه جهان ۲۰۱۳ گابریل ایزلر ونزوئلا
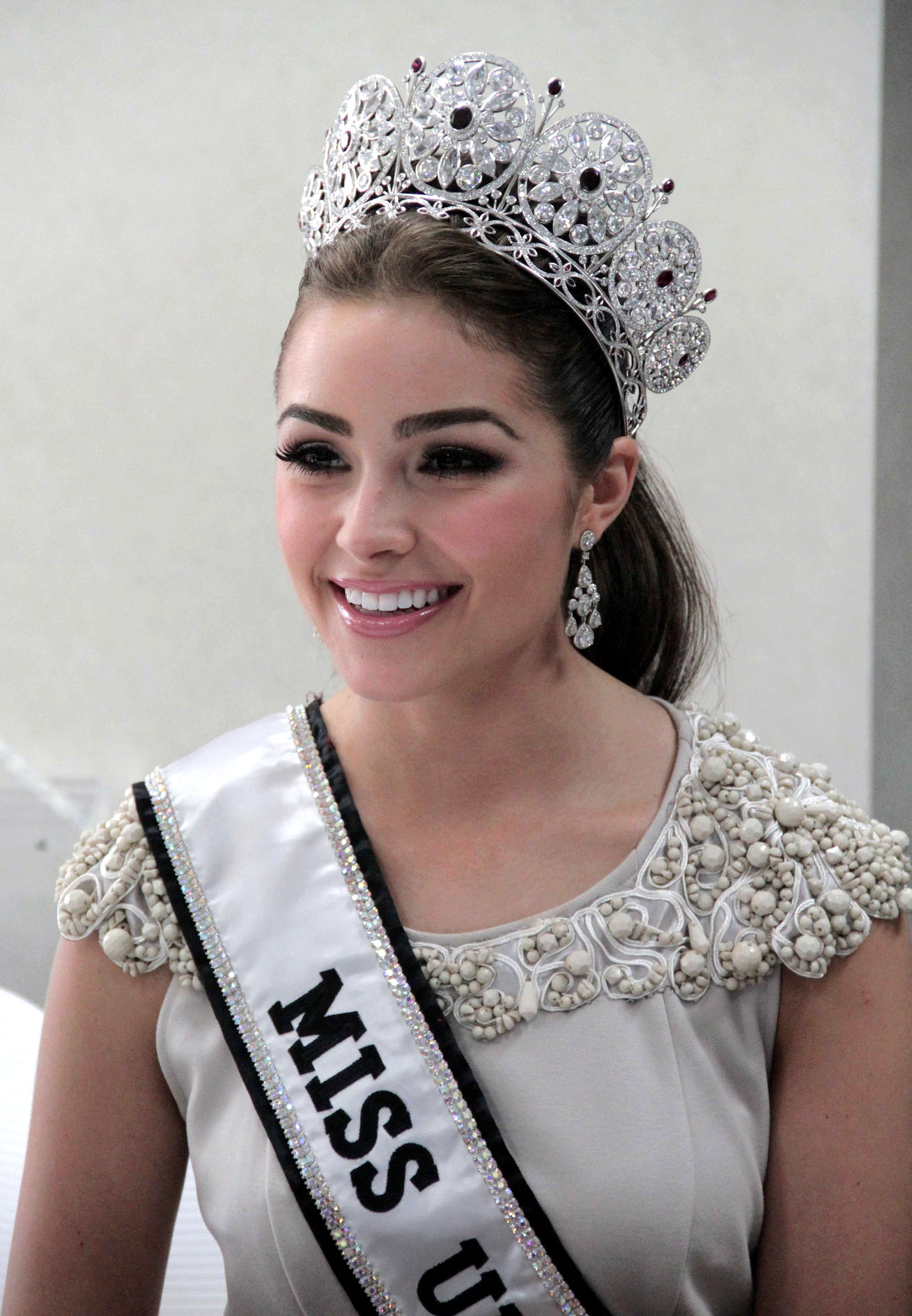
دوشیزه جهان ۲۰۱۲ اولیویا کالپو آمریکا
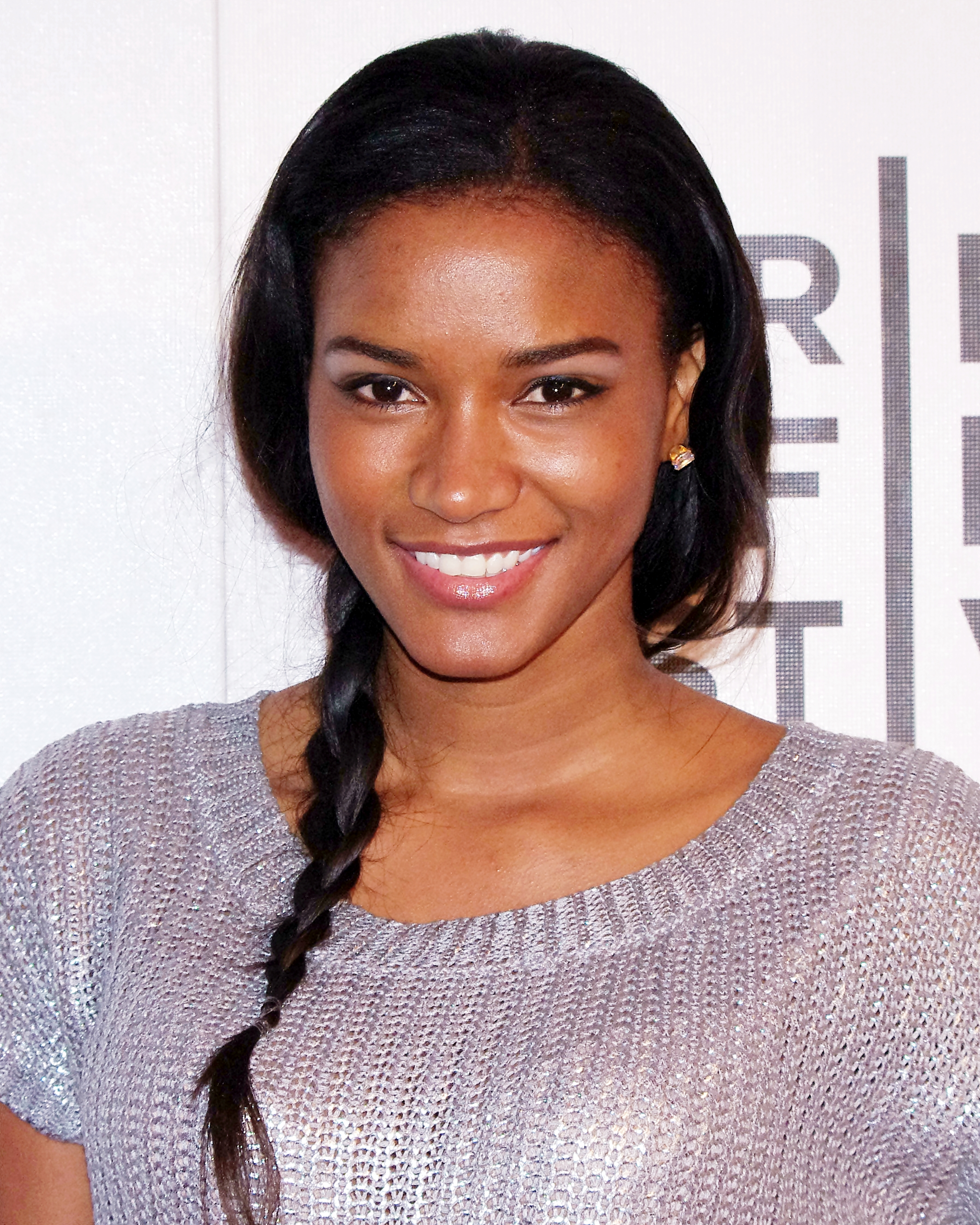
دوشیزه جهان ۲۰۱۱ لیلا لوپز آنگولا
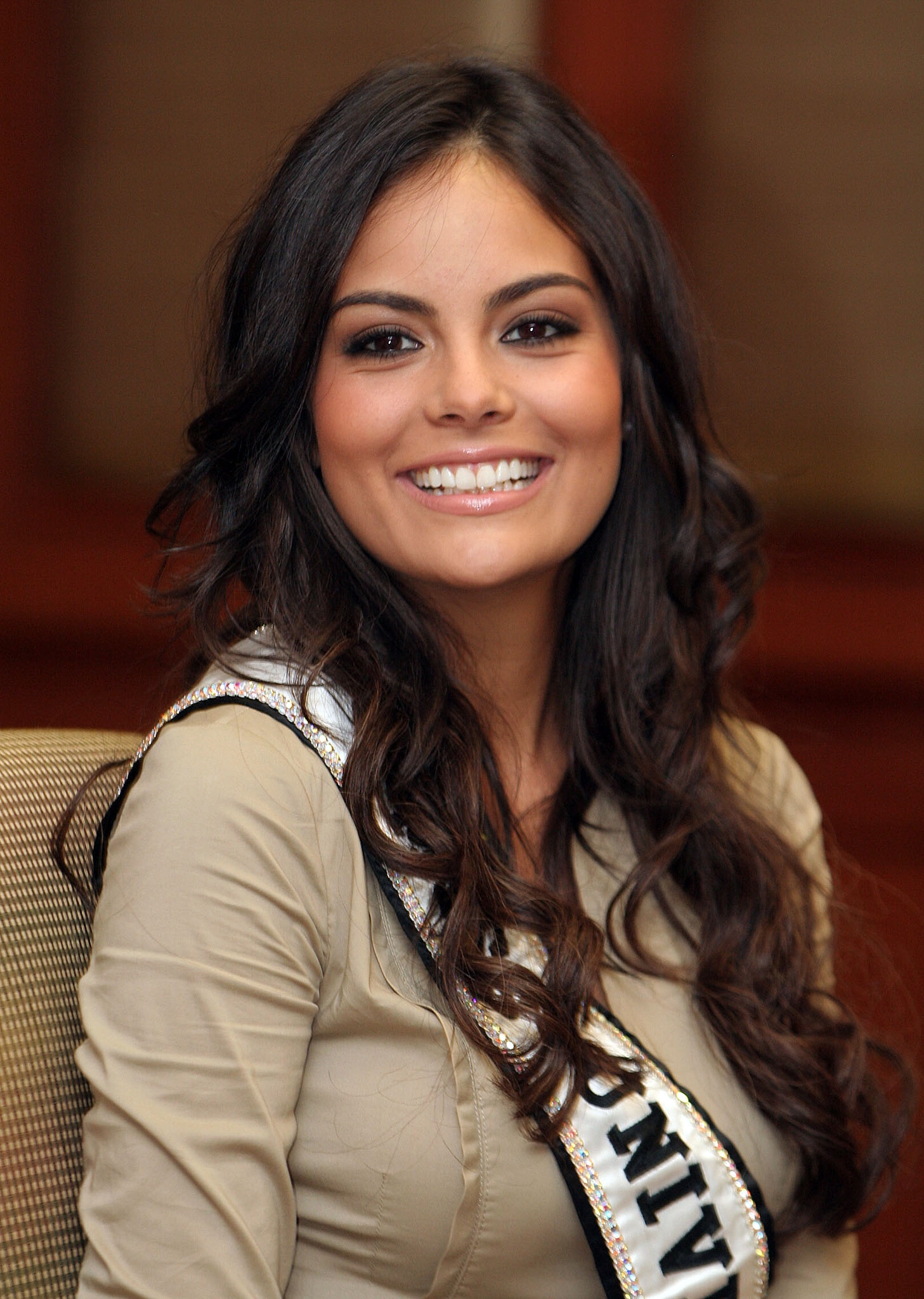
دوشیزه جهان ۲۰۱۰ خیمنا ناوارته مکزیک
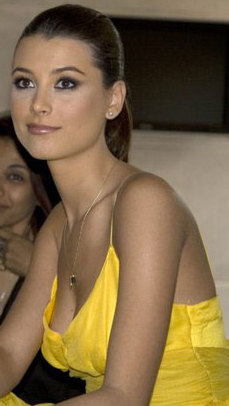
دوشیزه جهان ۲۰۰۹ استیفانا فرناندز ونزوئلا
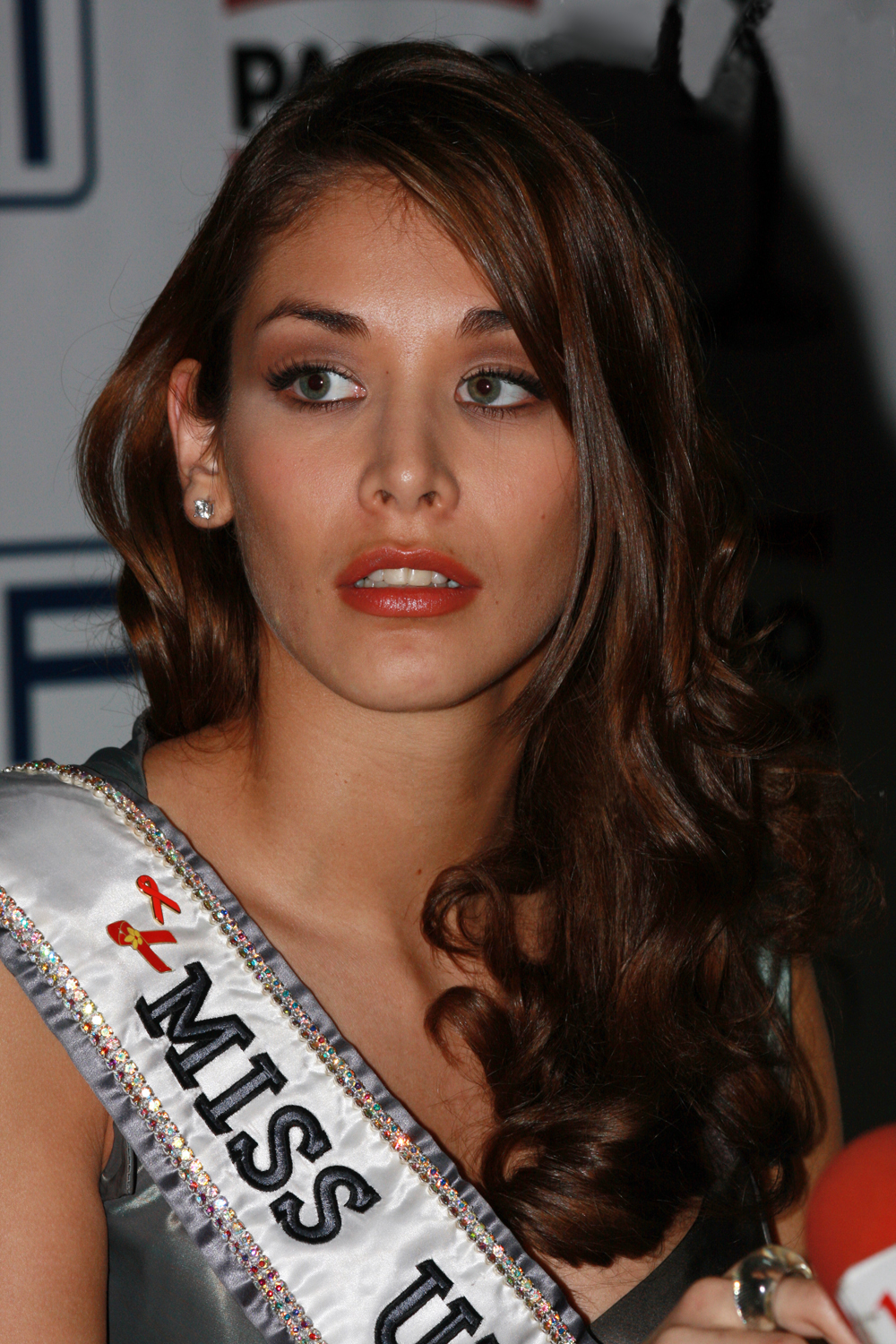
دوشیزه جهان ۲۰۰۸ دایانا مندوزا ونزوئلا
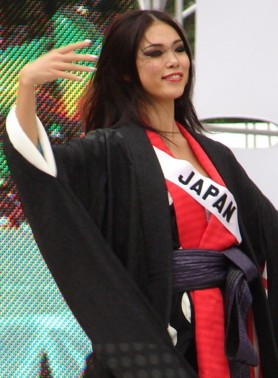
دوشیزه جهان ۲۰۰۷ ریو موری ژاپن
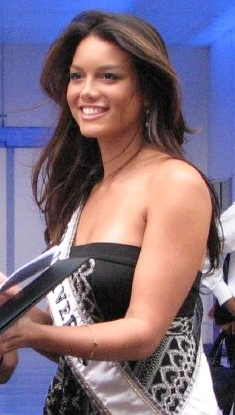
دوشیزه جهان ۲۰۰۶ زلیخا ریورا پورتوریکو
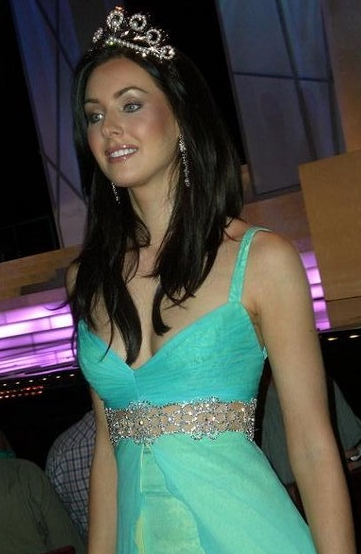
دوشیزه جهان ۲۰۰۵ ناتالی گلبووا کانادا
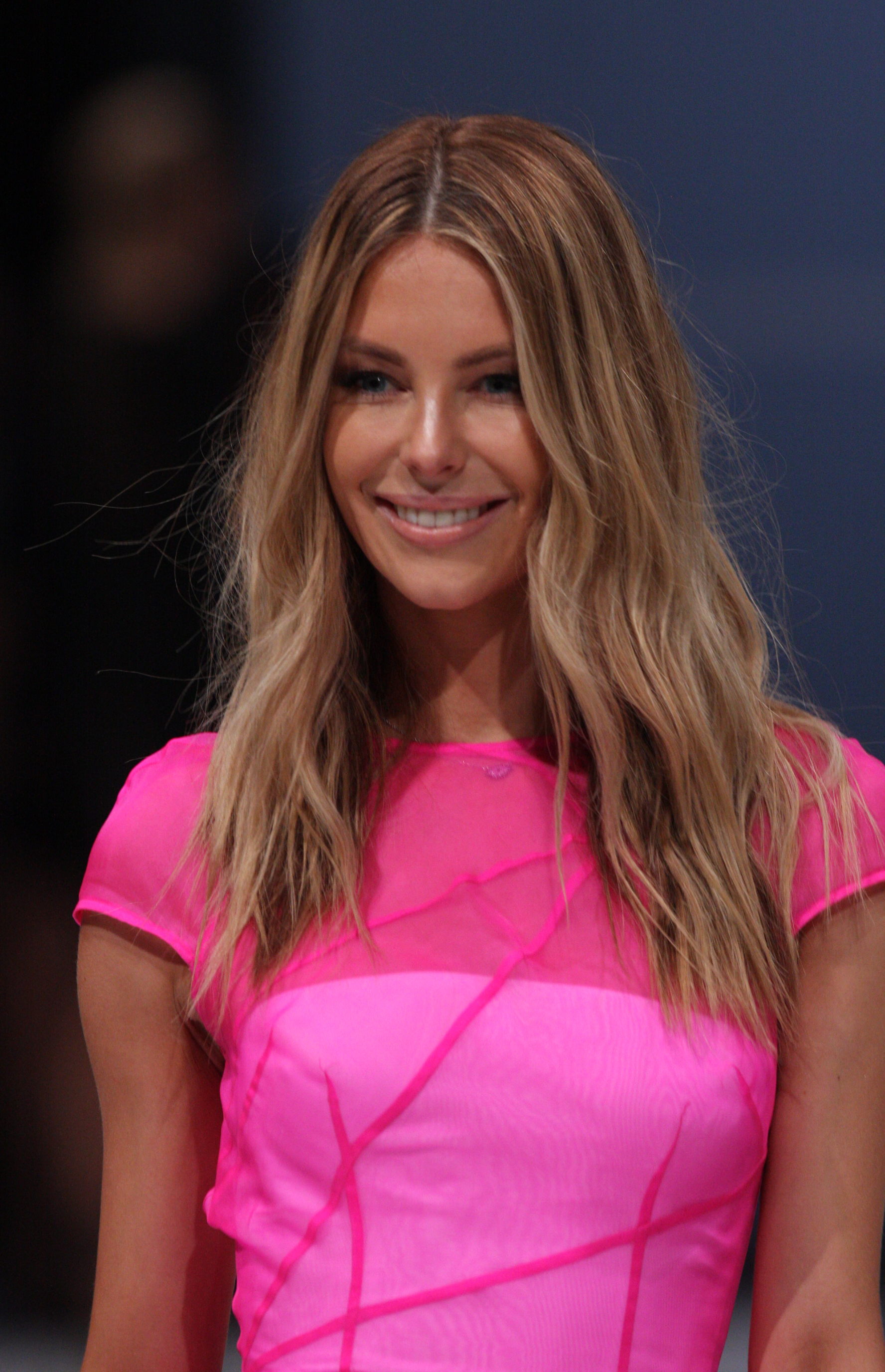
دوشیزه جهان ۲۰۰۴ جنیفر هاوکینز استرالیا
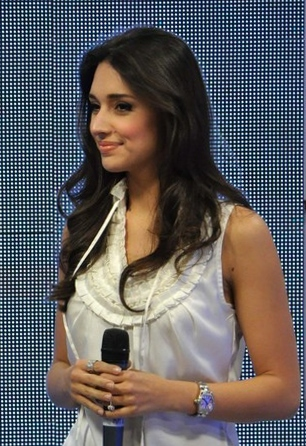
دوشیزه جهان ۲۰۰۳ آملیا وگا جمهوری دومینیکن
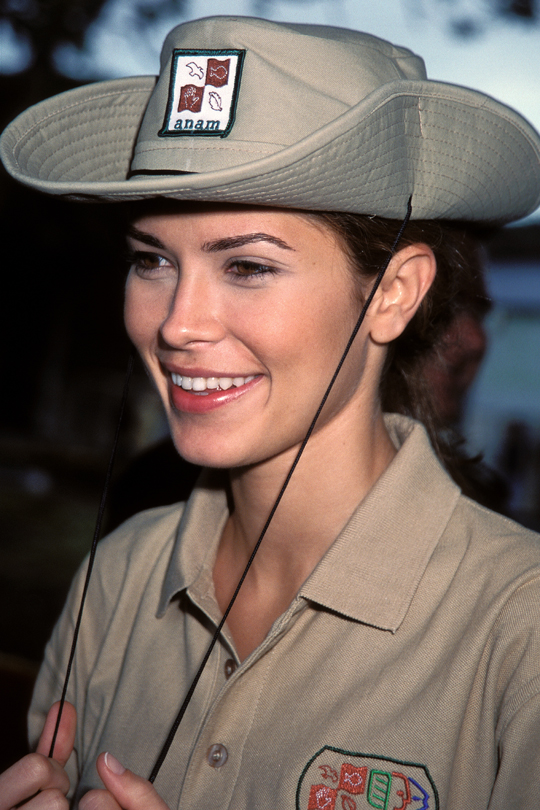
دوشیزه جهان ۲۰۰۲ جاستین پاسک پاناما
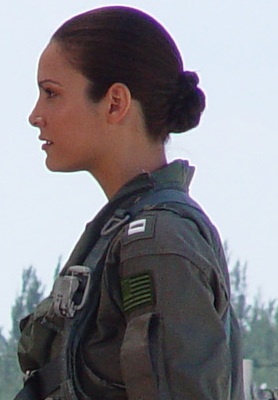
دوشیزه جهان ۲۰۰۱ دنیس کینیونز پورتوریکو
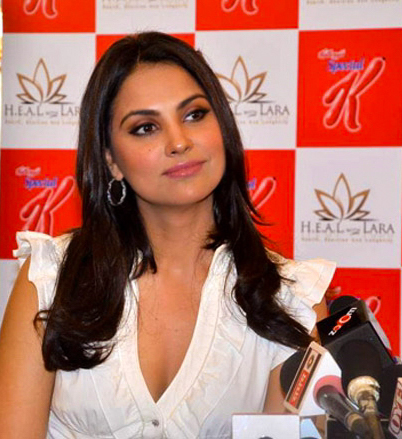
دوشیزه جهان ۲۰۰۰ لارا دوتا هند
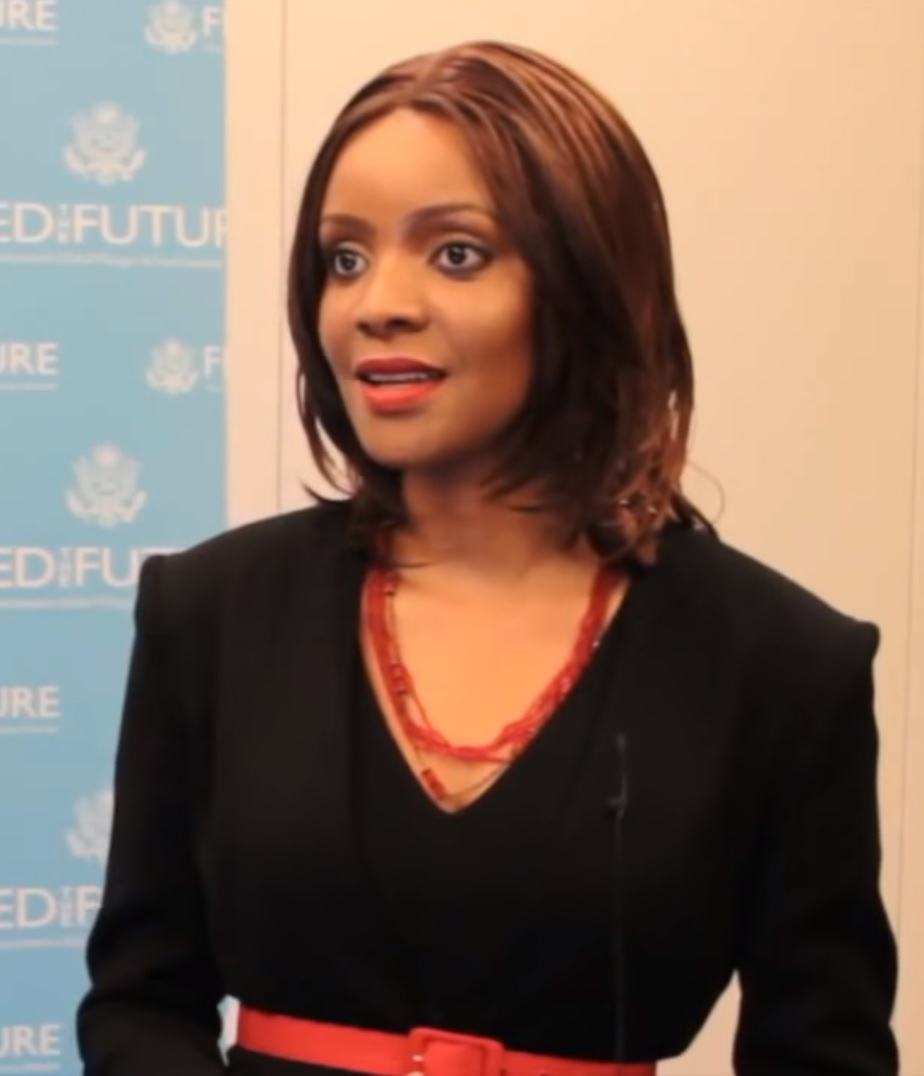
دوشیزه جهان ۱۹۹۹ امپیول کلاگوب بوتسوانا
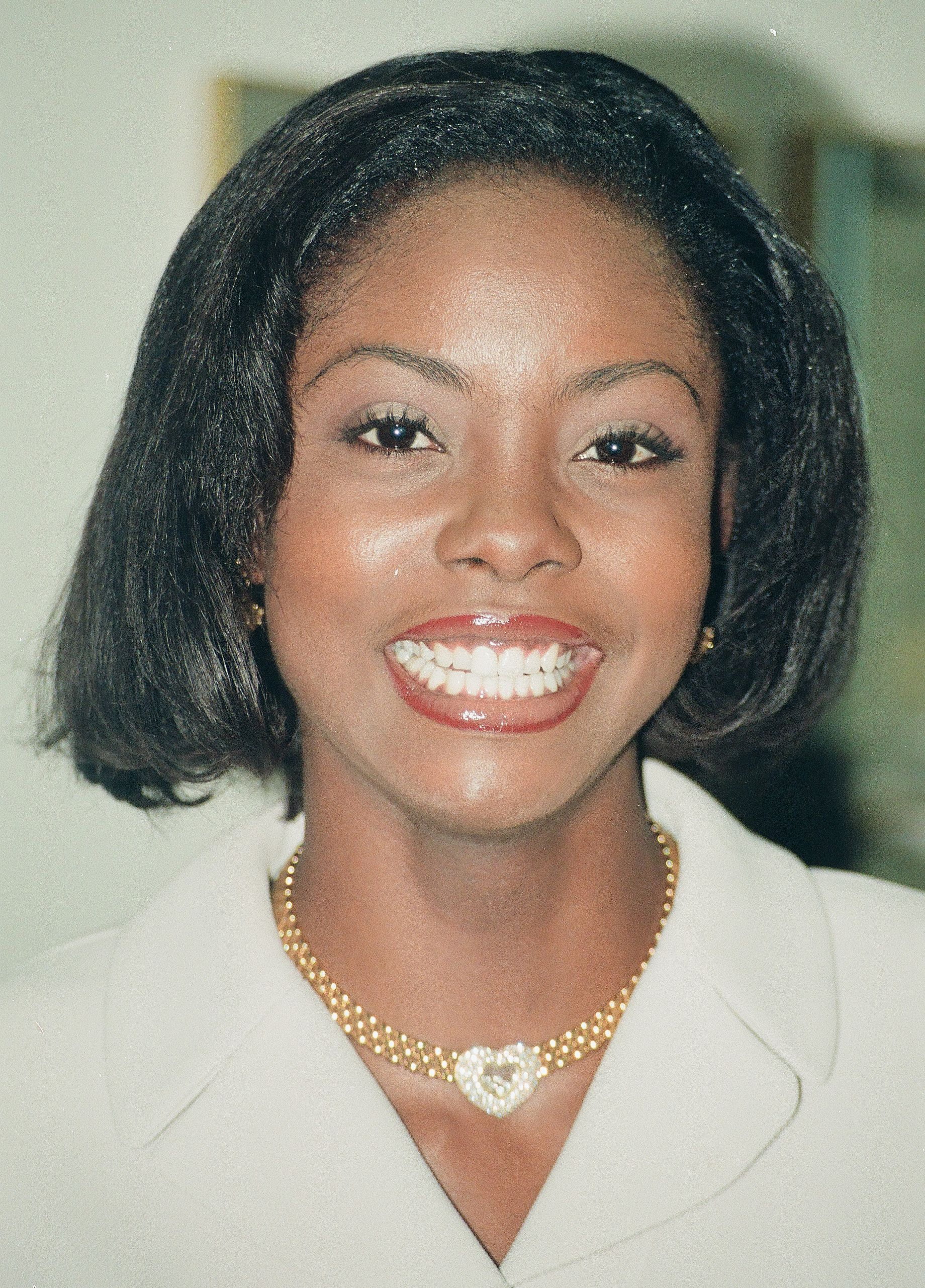
دوشیزه جهان ۱۹۹۸ وندی فیتزویلیام ترینیداد و توباگو
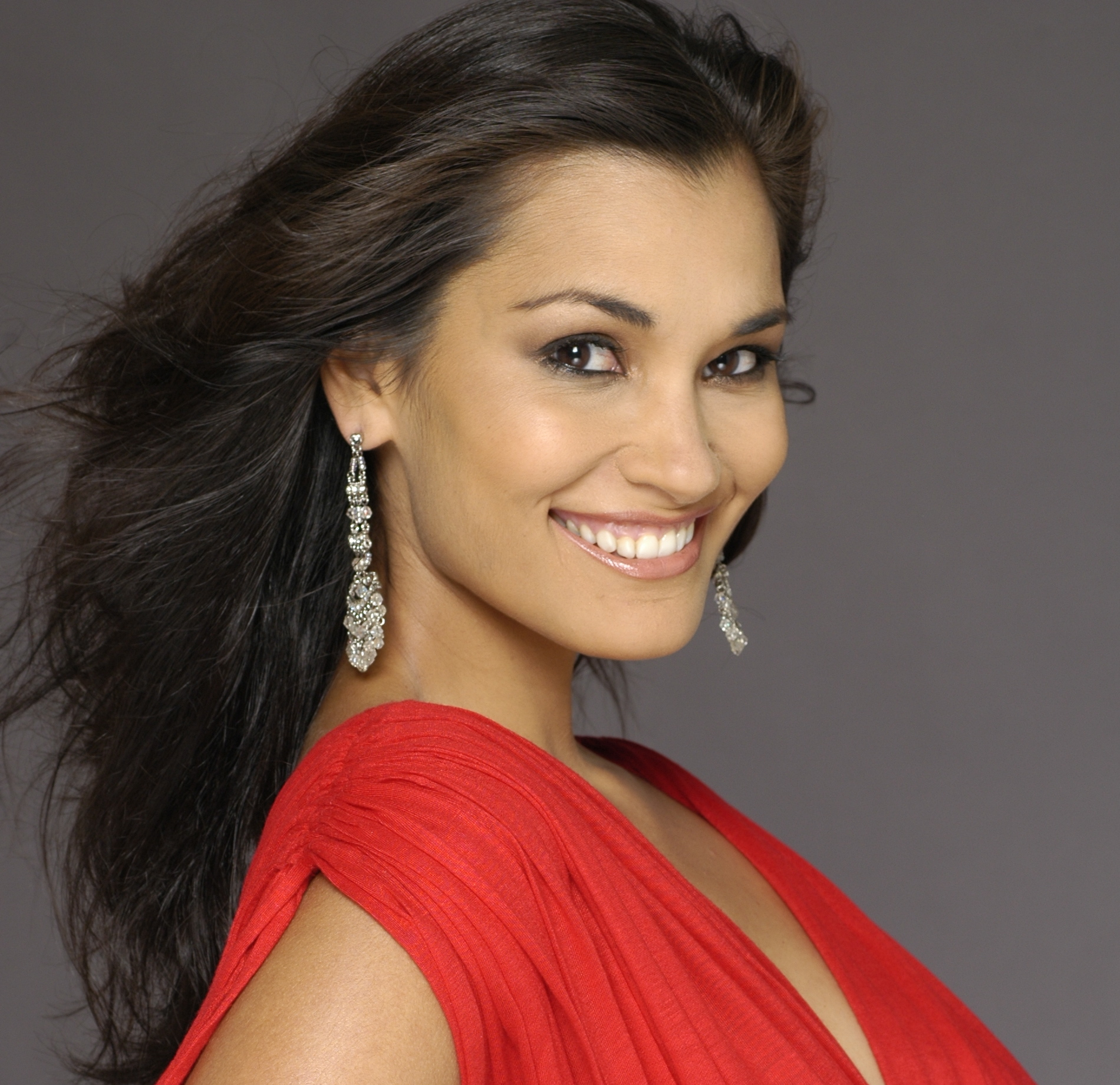
دوشیزه جهان ۱۹۹۷ بروک لی آمریکا
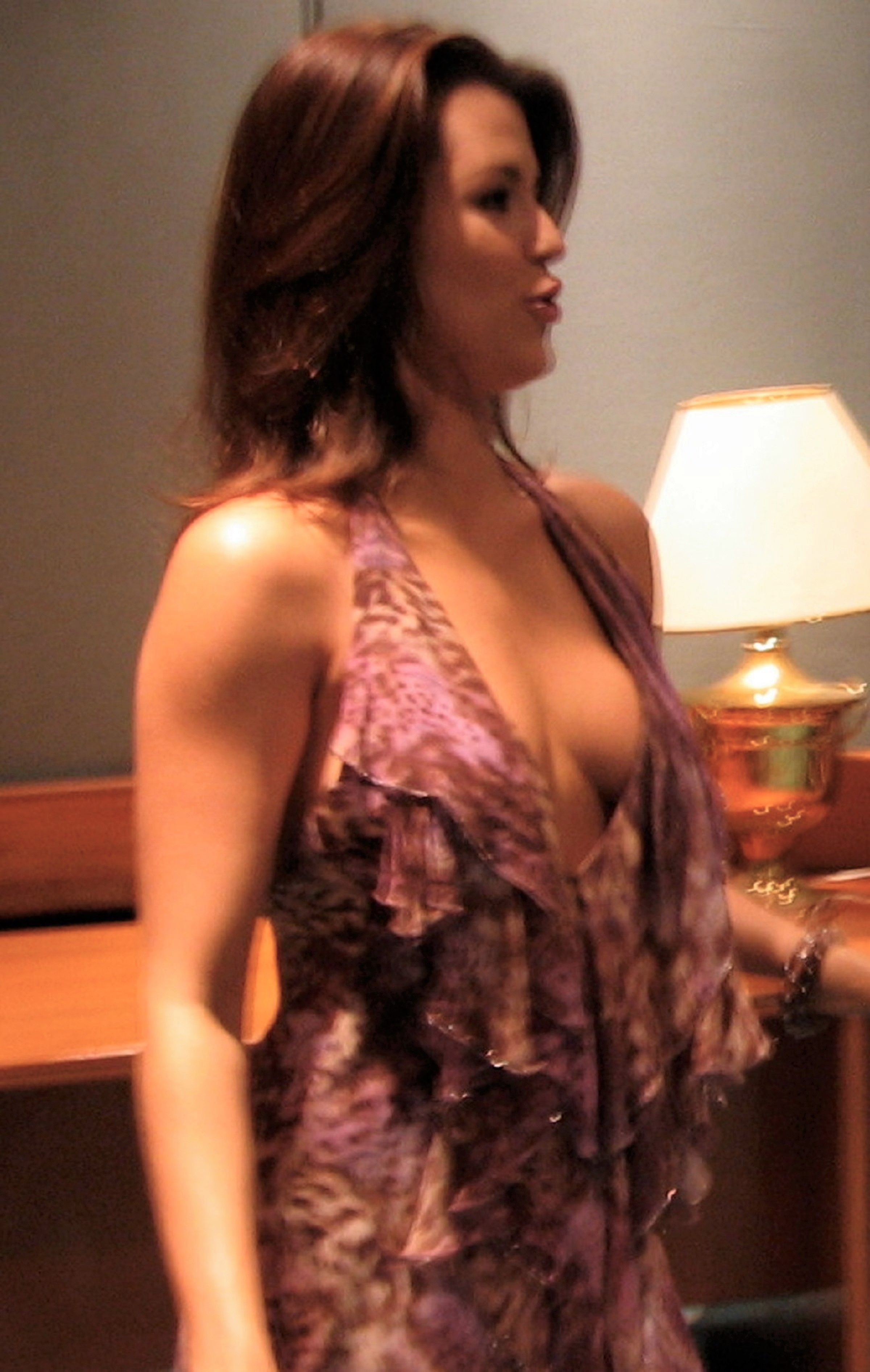
دوشیزه جهان ۱۹۹۶ آلیسیا ماچادو ونزوئلا
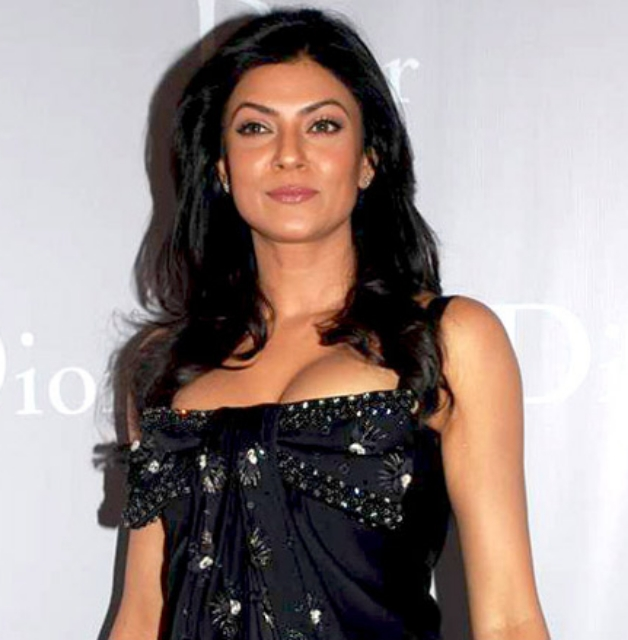
دوشیزه جهان ۱۹۹۴ سوشمیتا سن هند
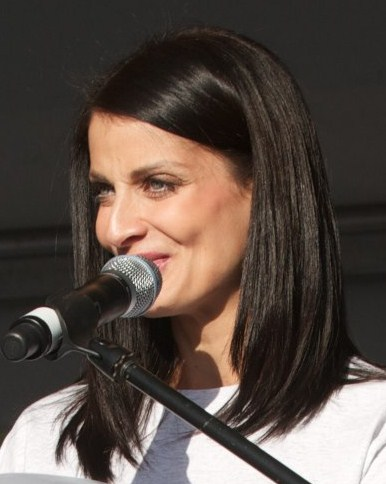
دوشیزه جهان ۱۹۹۳ دایانارا تورس پورتوریکو
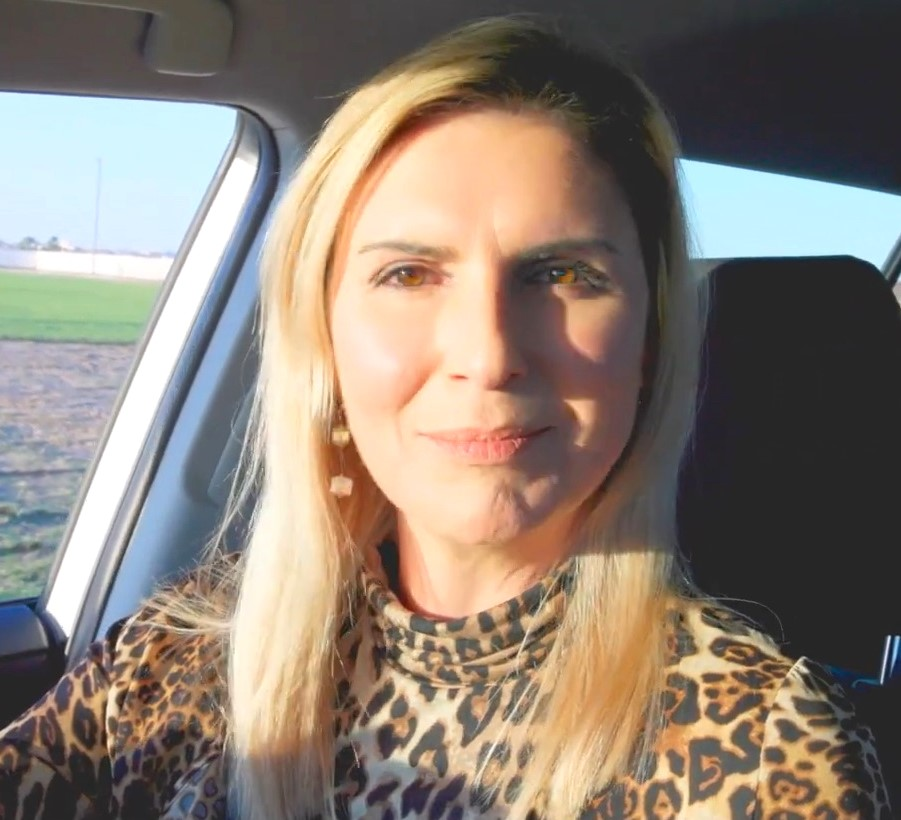
دوشیزه جهان ۱۹۹۲ میشل مک‌لین نامیبیا
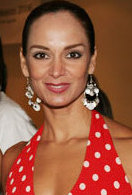
دوشیزه جهان ۱۹۹۱ لوپیتا جونز مکزیک
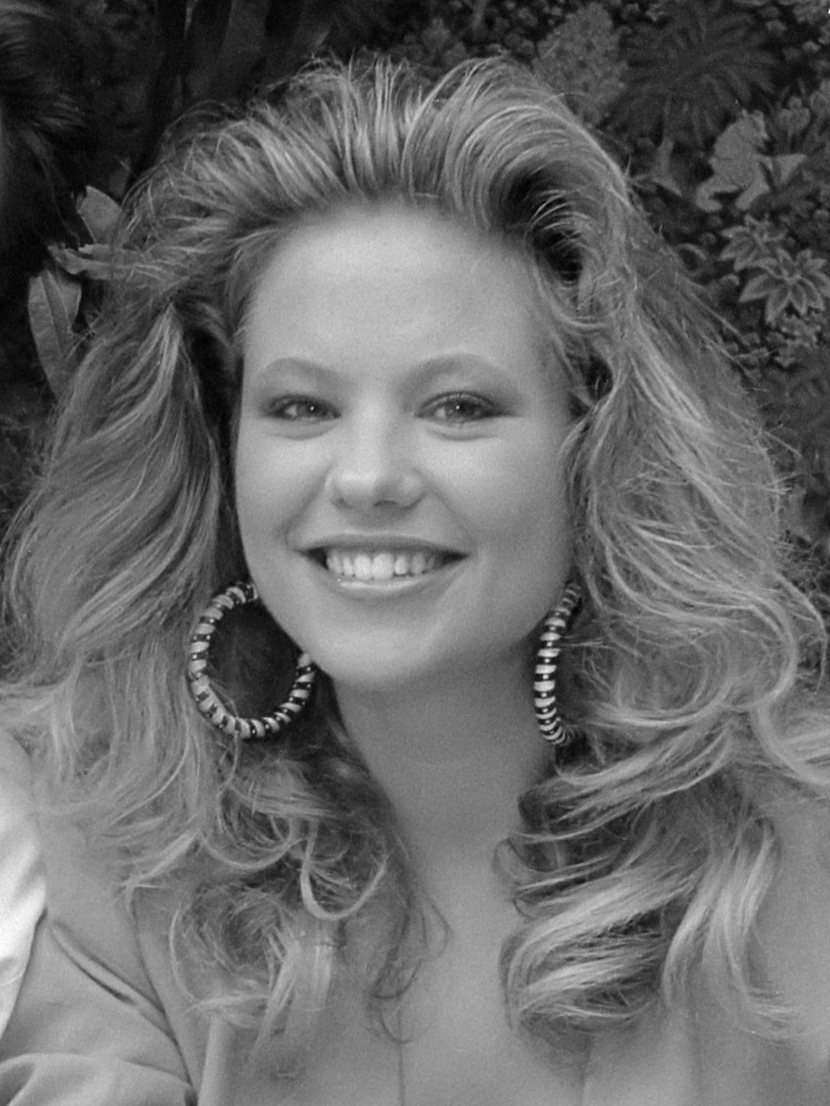
دوشیزه جهان ۱۹۸۹ آنجلا ویسر هلند
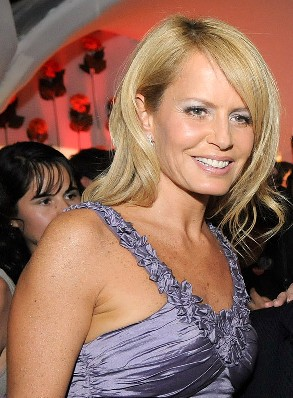
دوشیزه جهان ۱۹۸۷ سسیلیا بولاکو شیلی
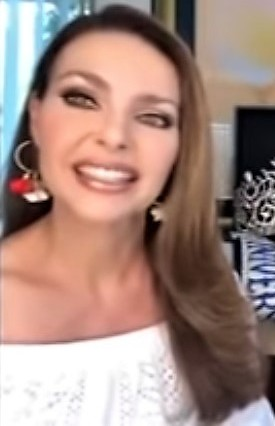
دوشیزه جهان ۱۹۸۶ باربارا پالاسیوس ونزوئلا
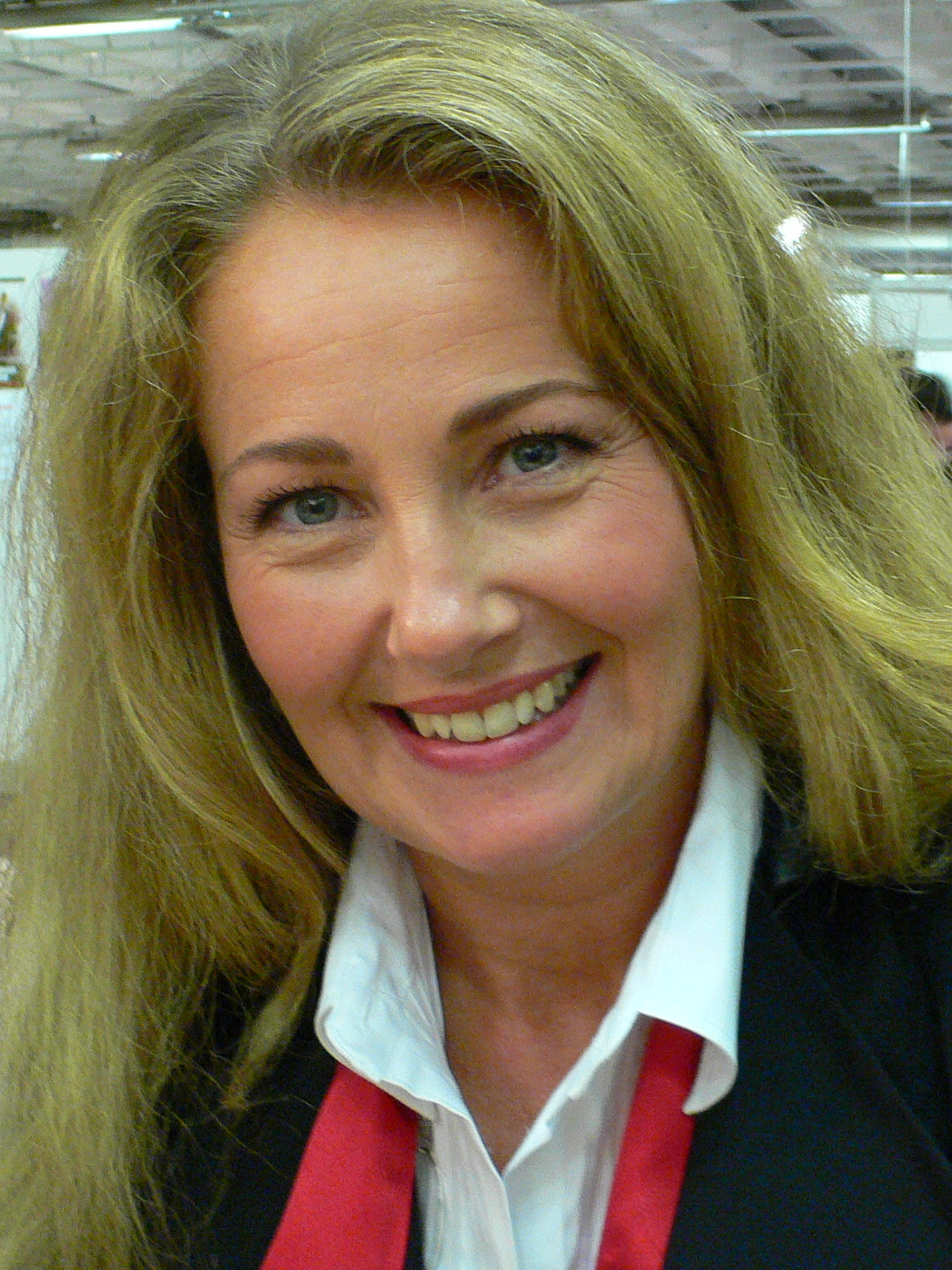
دوشیزه جهان ۱۹۸۴ ایوون رایدینگ سوئد
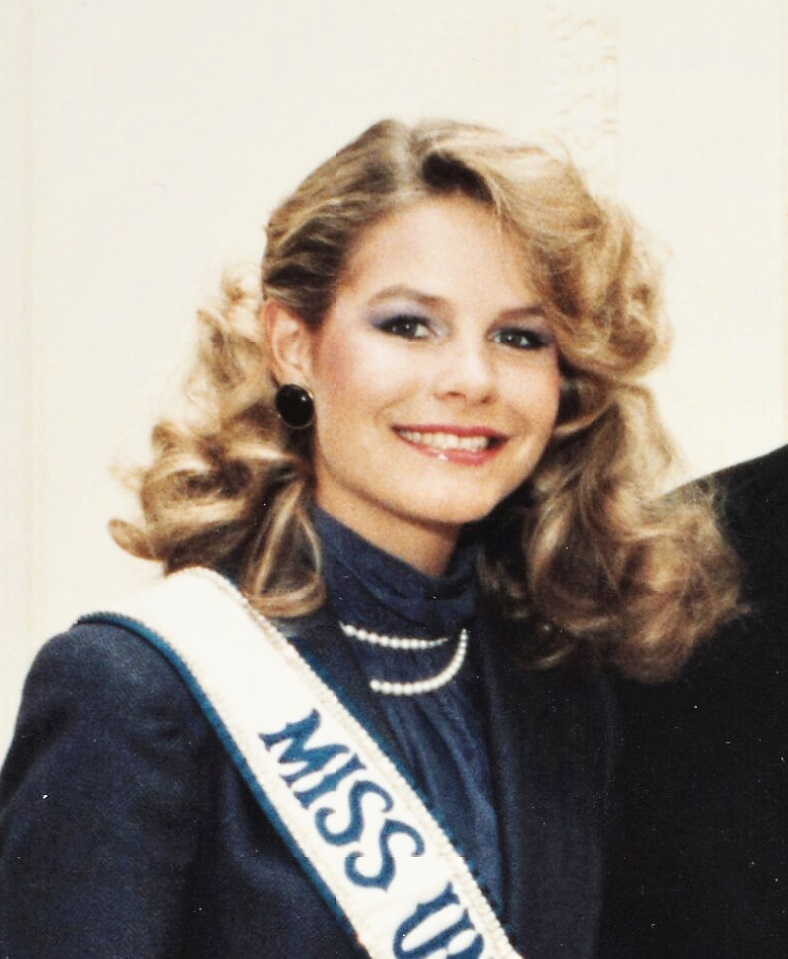
دوشیزه جهان ۱۹۸۳ لورن داونز نیوزیلند
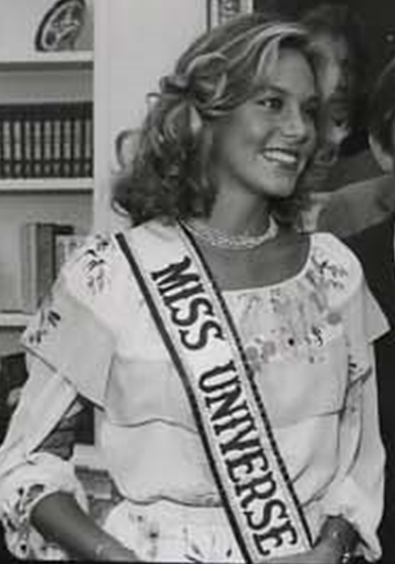
دوشیزه جهان ۱۹۸۰ شاون وترلی آمریکا
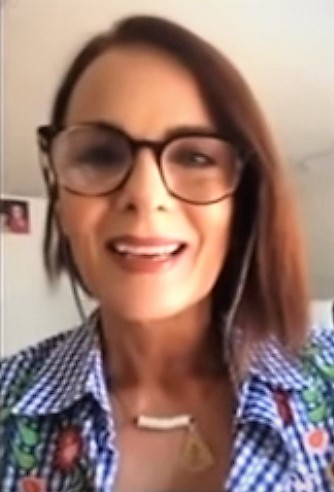
دوشیزه جهان ۱۹۷۹ ماریتزا سایالرو ونزوئلا
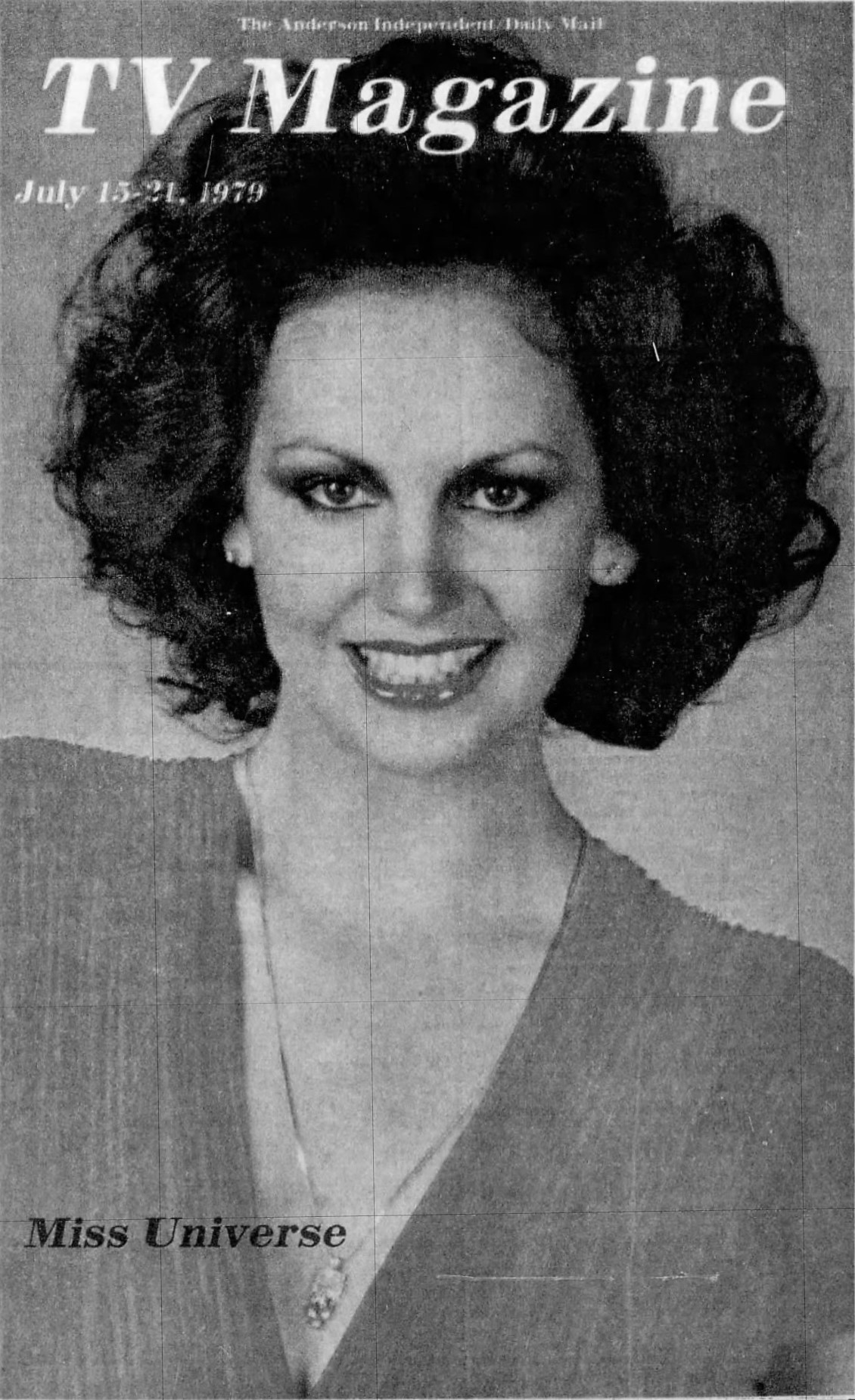
دوشیزه جهان ۱۹۷۸ مارگارت گاردینر آفریقای جنوبی
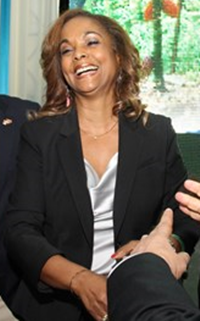
دوشیزه جهان ۱۹۷۷ ژانل کمیسیون ترینیداد و توباگو
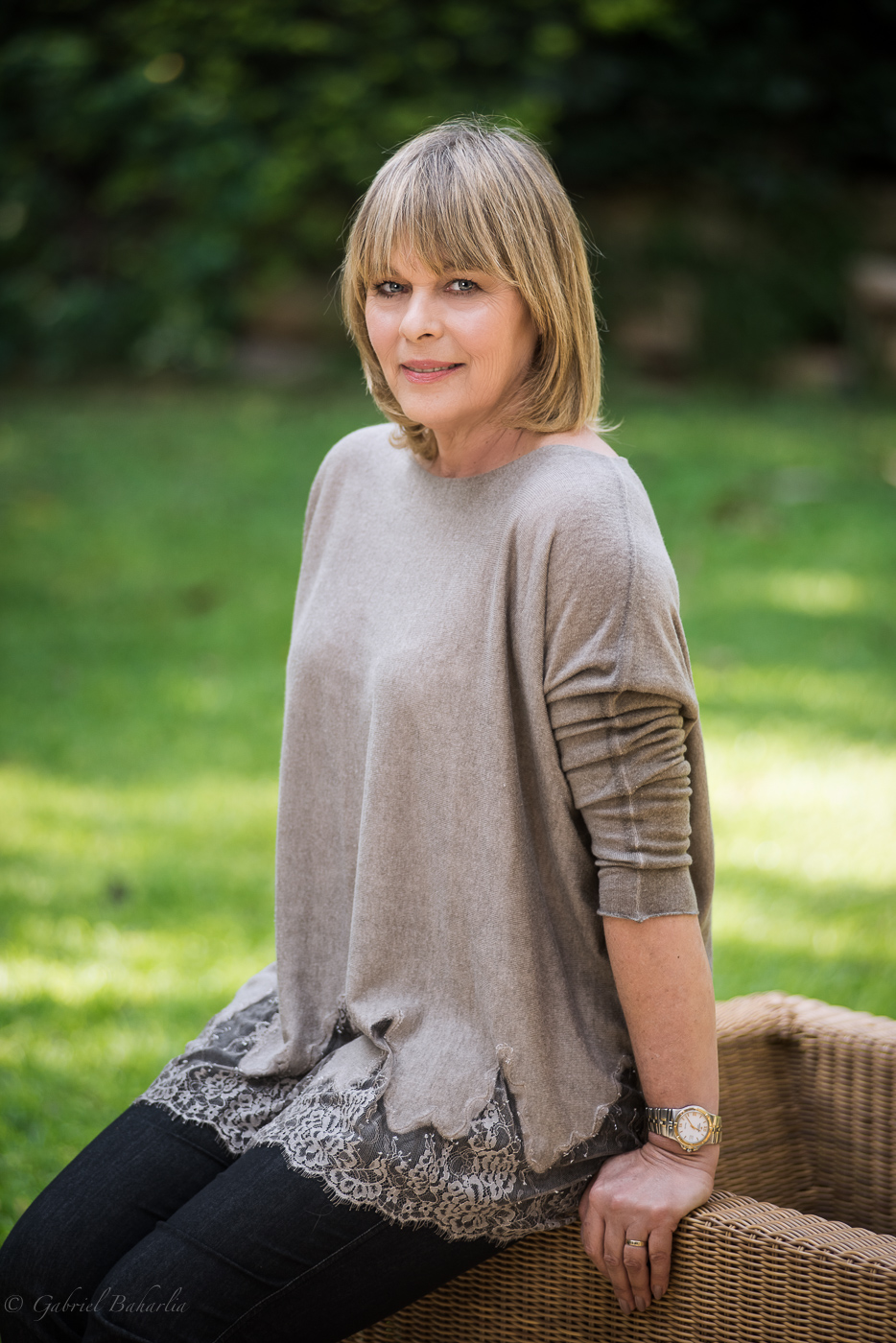
دوشیزه جهان ۱۹۷۶ رینا مور اسرائیل
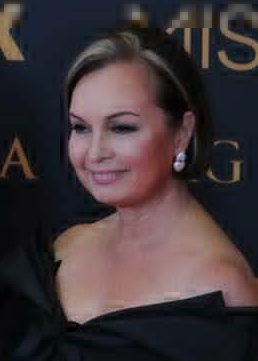
دوشیزه جهان ۱۹۷۳ مارگارتا موران فلوئرندو فیلیپین
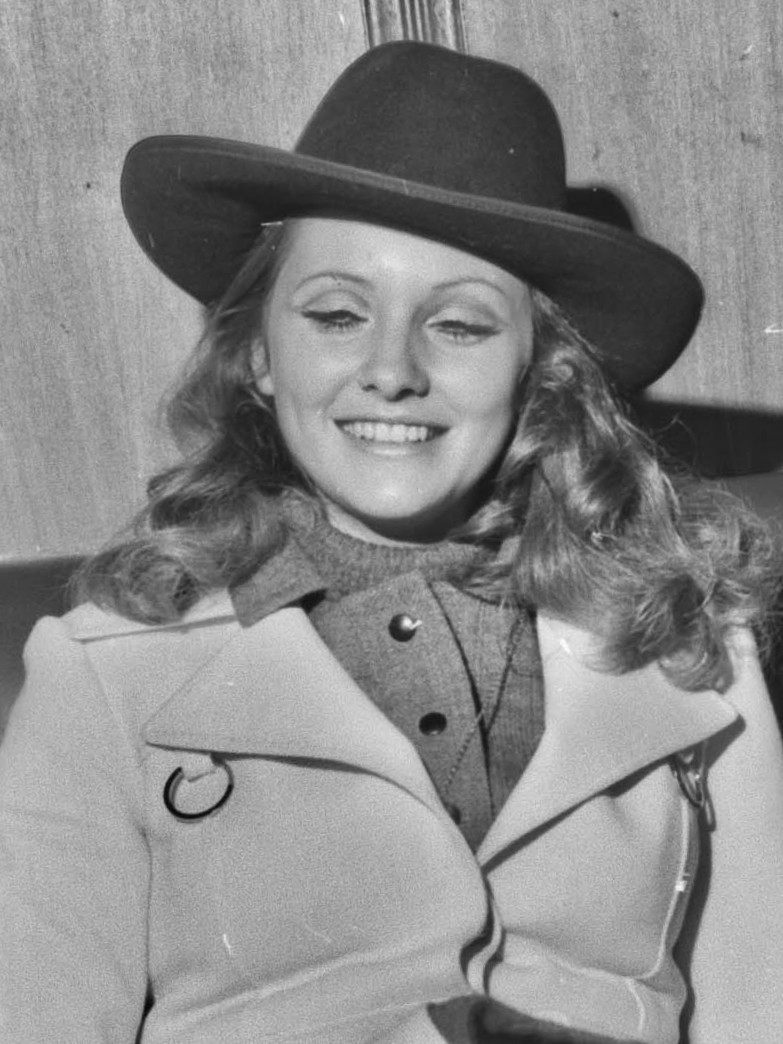
دوشیزه جهان ۱۹۷۱ جورجینا ریزک لبنان
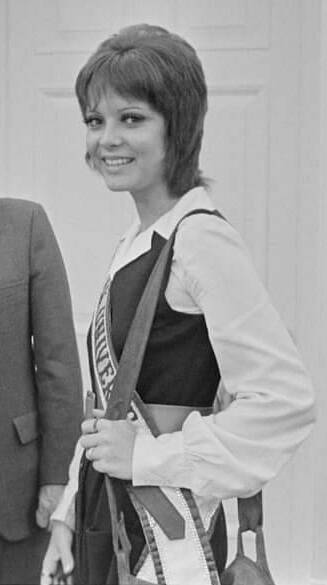
دوشیزه جهان ۱۹۷۰ ماریسول ملارات پورتوریکو
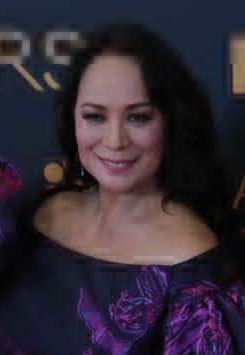
دوشیزه جهان ۱۹۶۹ گلوریا دیاز فیلیپین
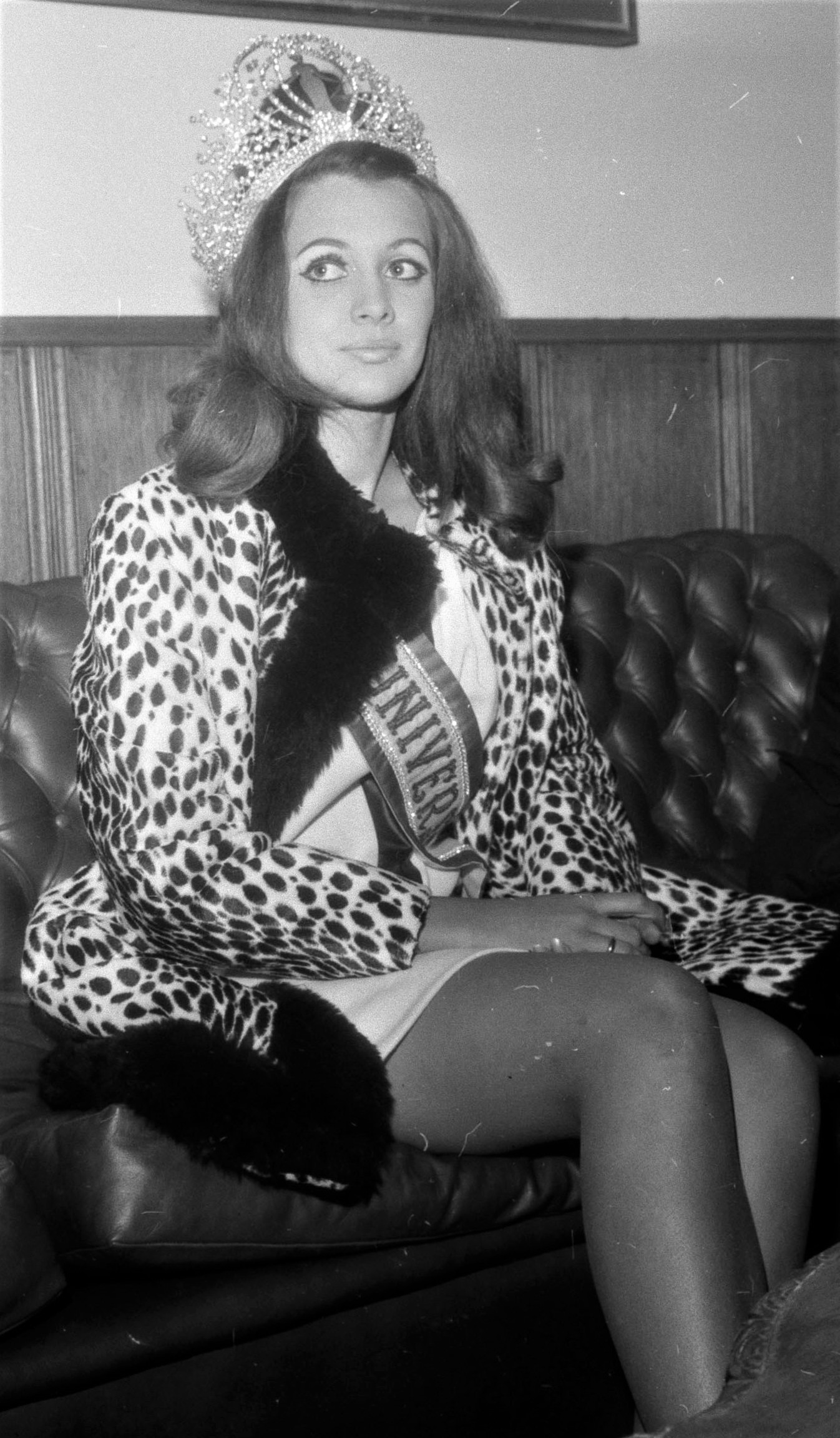
دوشیزه جهان ۱۹۶۸ مارتا واسکونچلوس برزیل
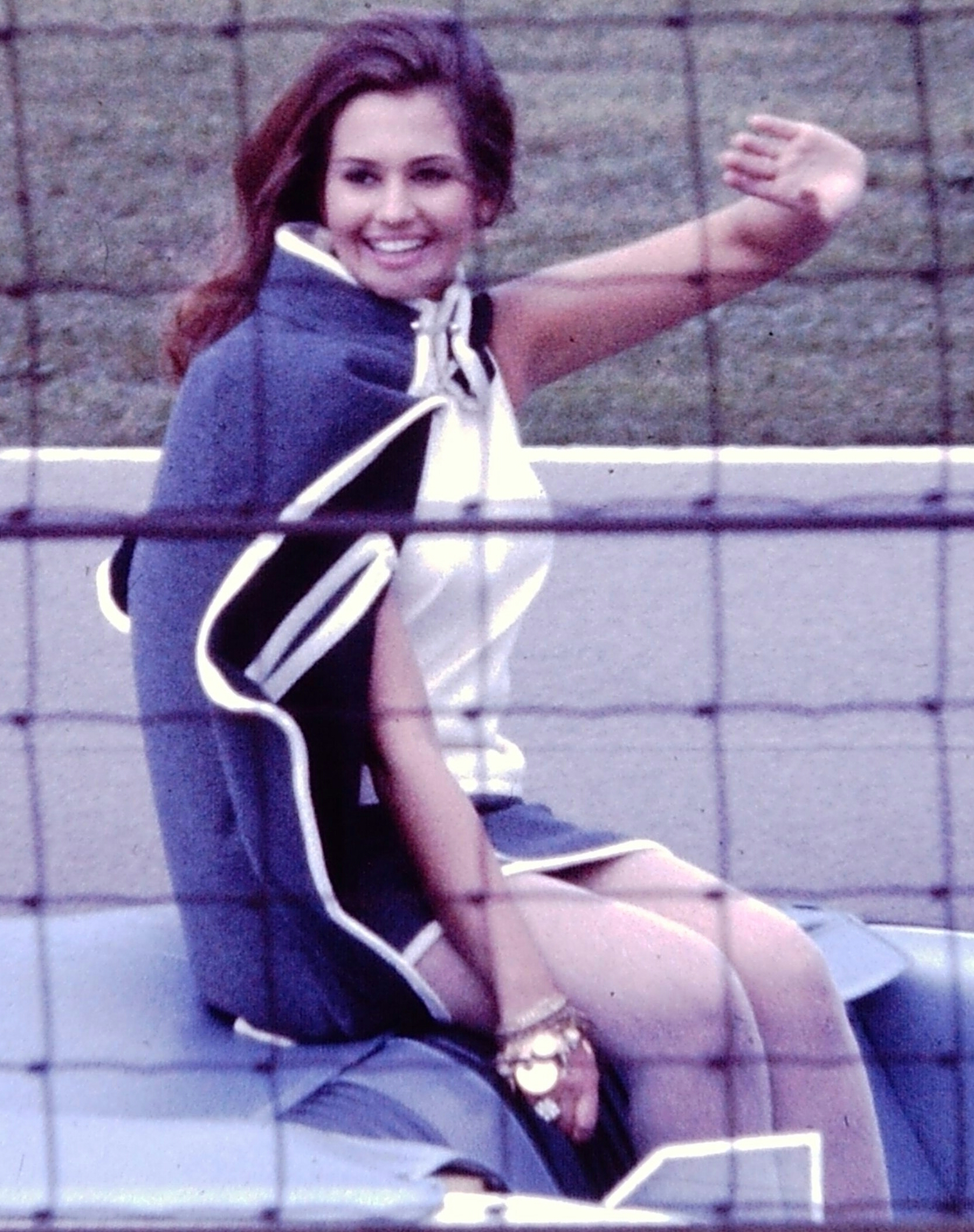
دوشیزه جهان ۱۹۶۷ سیلویا هیچکاک آمریکا
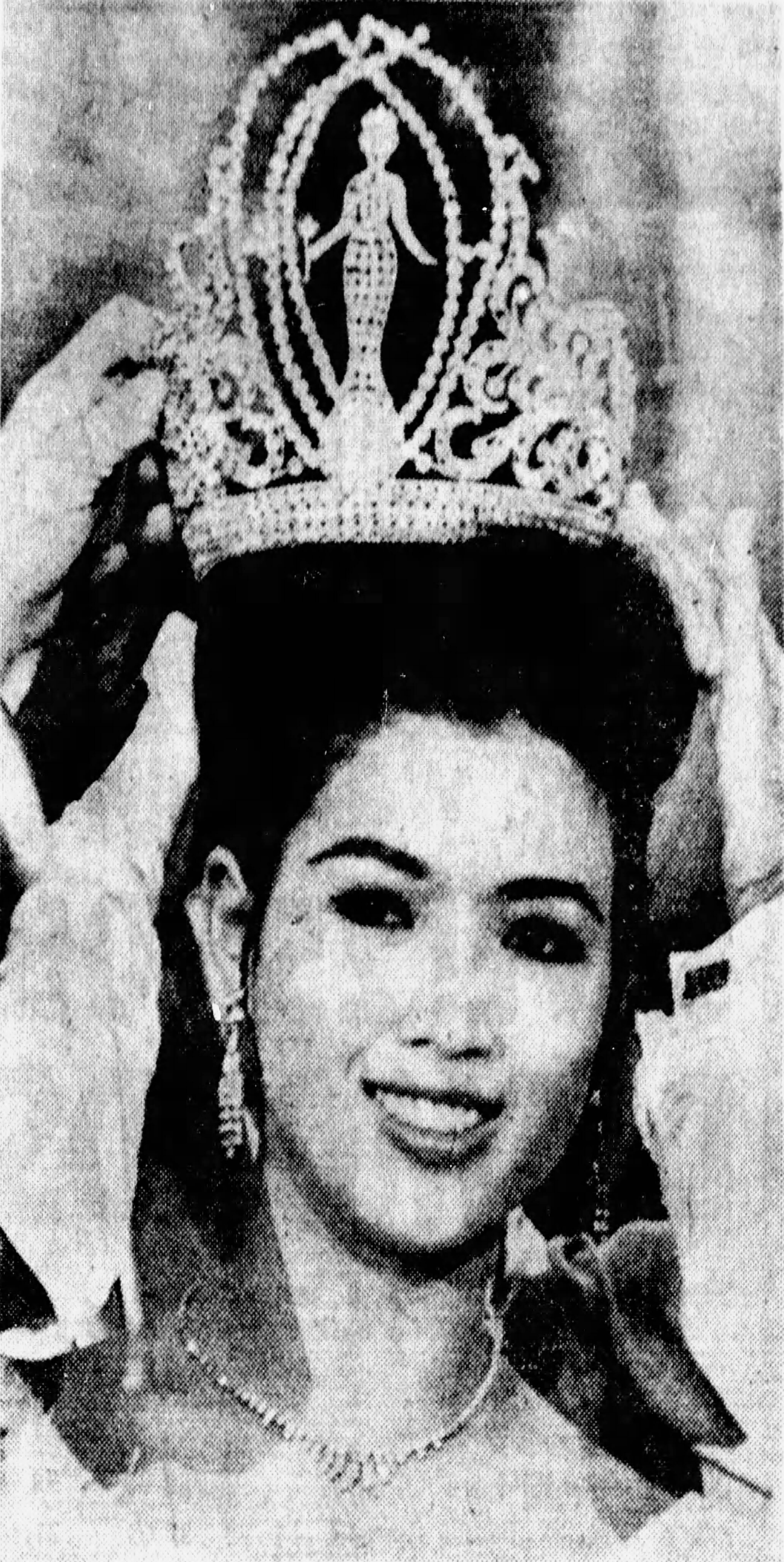
دوشیزه جهان ۱۹۶۵ آپاسرا هنگساکولا تایلند
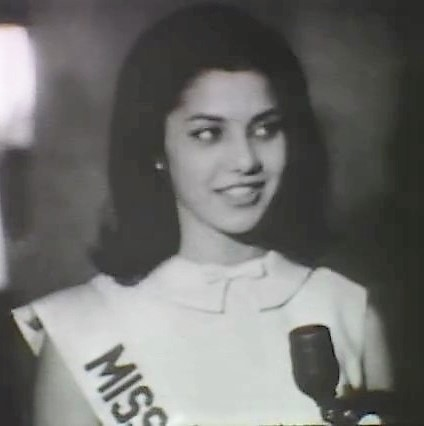
دوشیزه جهان ۱۹۶۳ ایئدا ماریا وارگاس برزیل
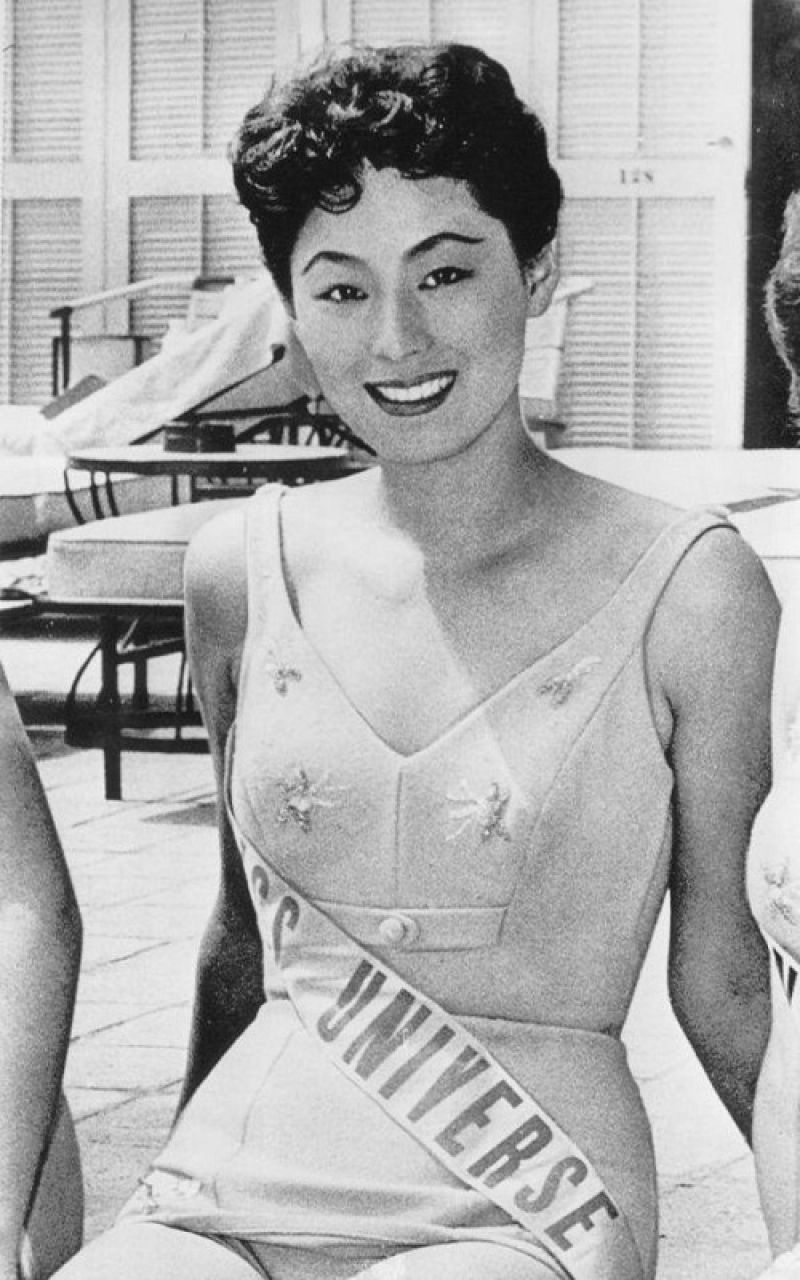
دوشیزه جهان ۱۹۵۹ آکیکو کوجیما ژاپن
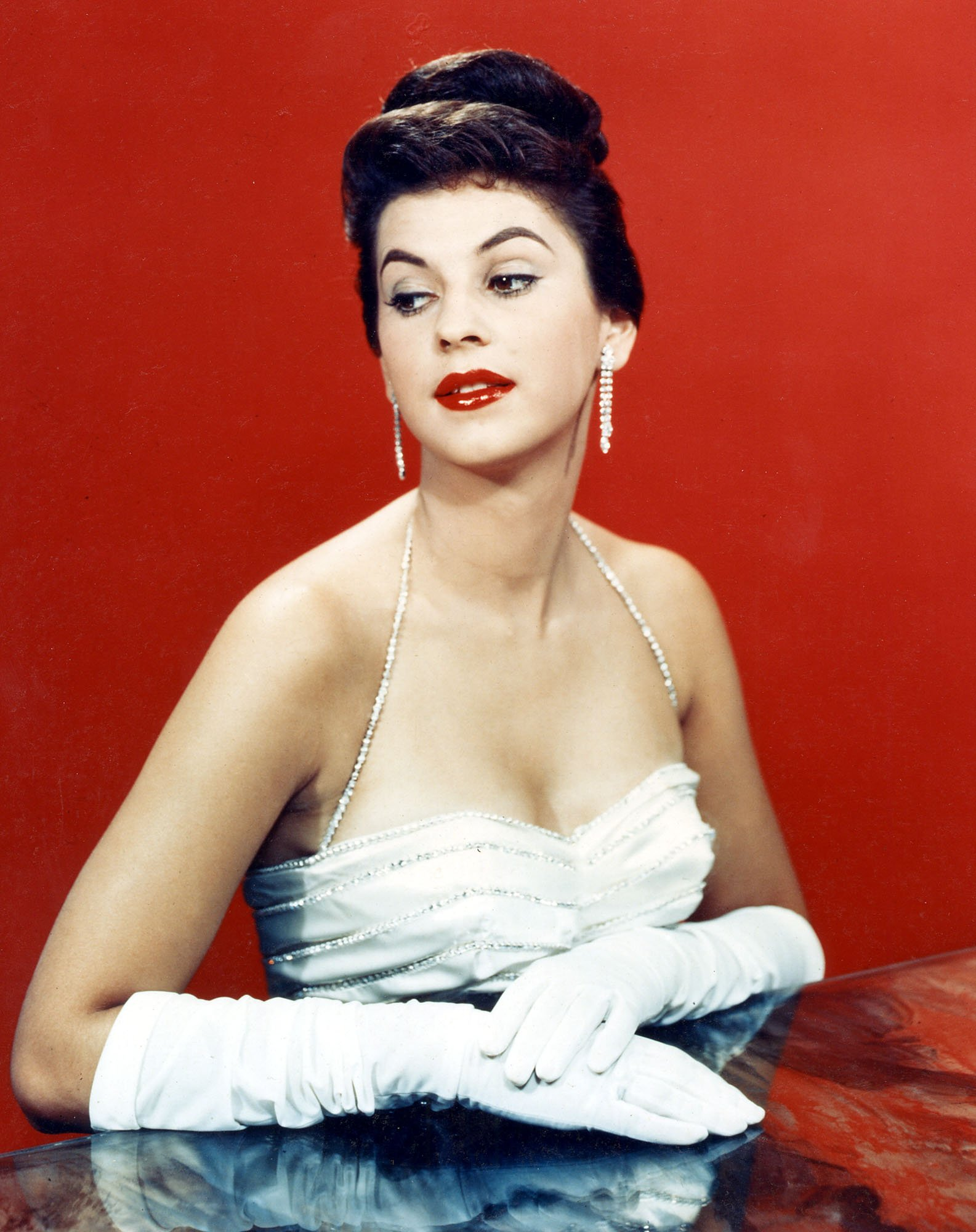
دوشیزه جهان ۱۹۵۸ لوز مارینا زولوگاگا کلمبیا
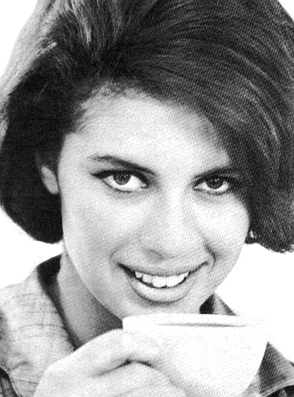
دوشیزه جهان ۱۹۵۷ گلادیز زندر پرو
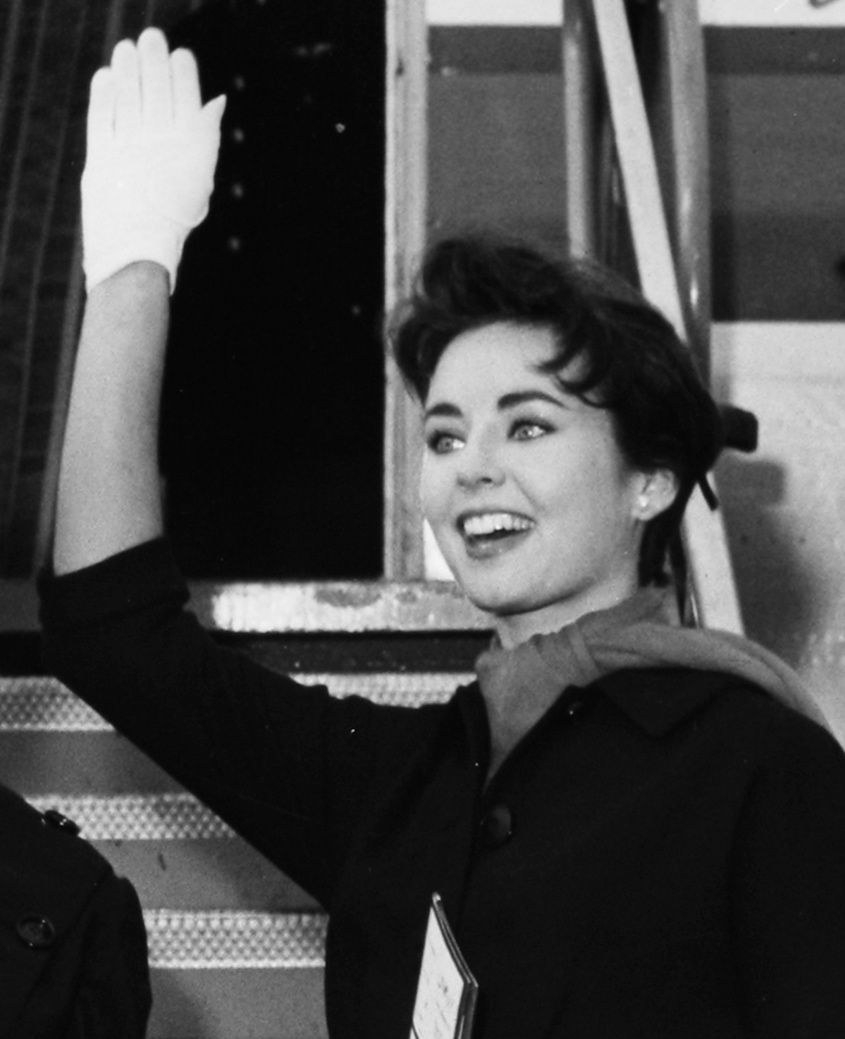
دوشیزه جهان ۱۹۵۶ کارول موریس آمریکا
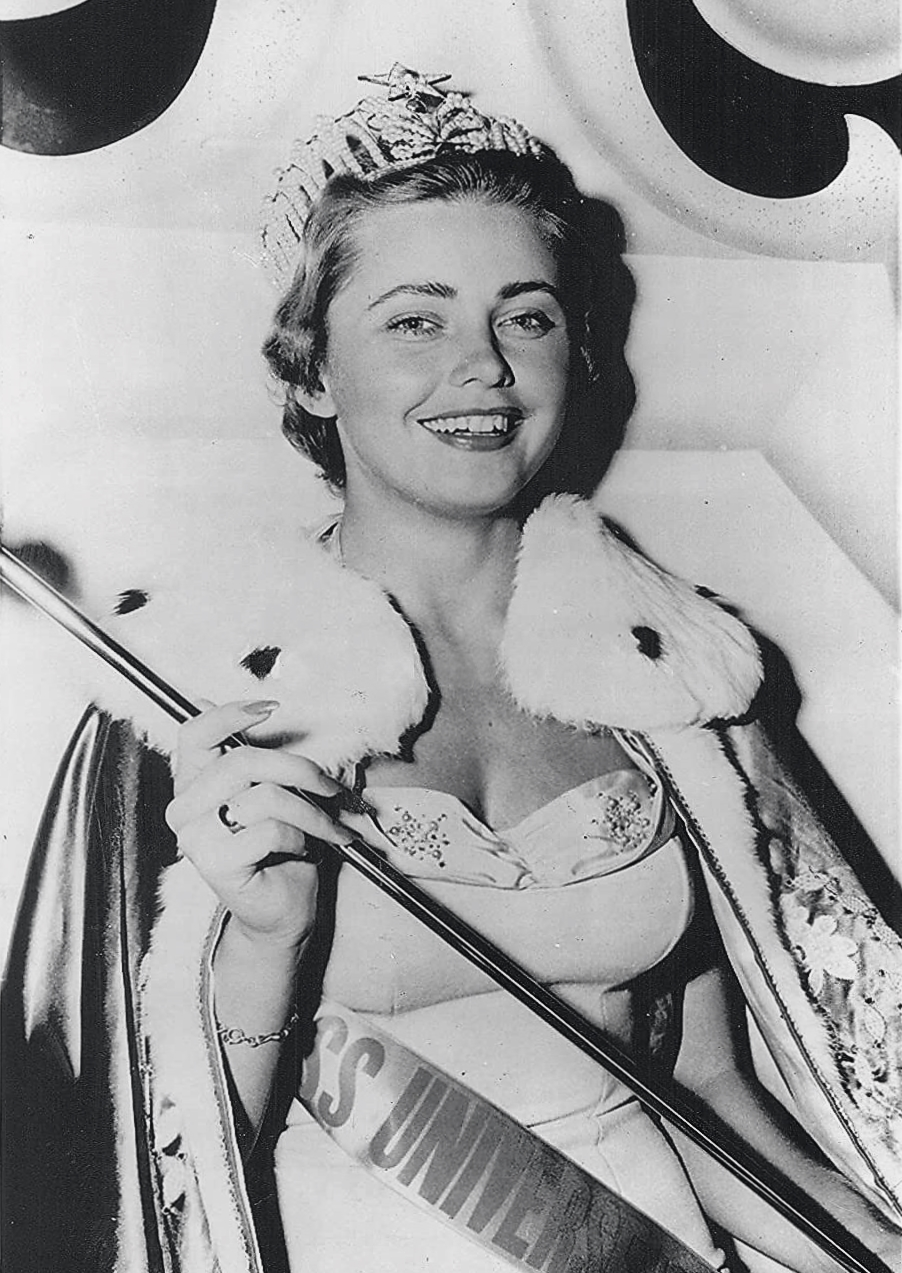
دوشیزه جهان ۱۹۵۵ هیللی رامبین سوئد
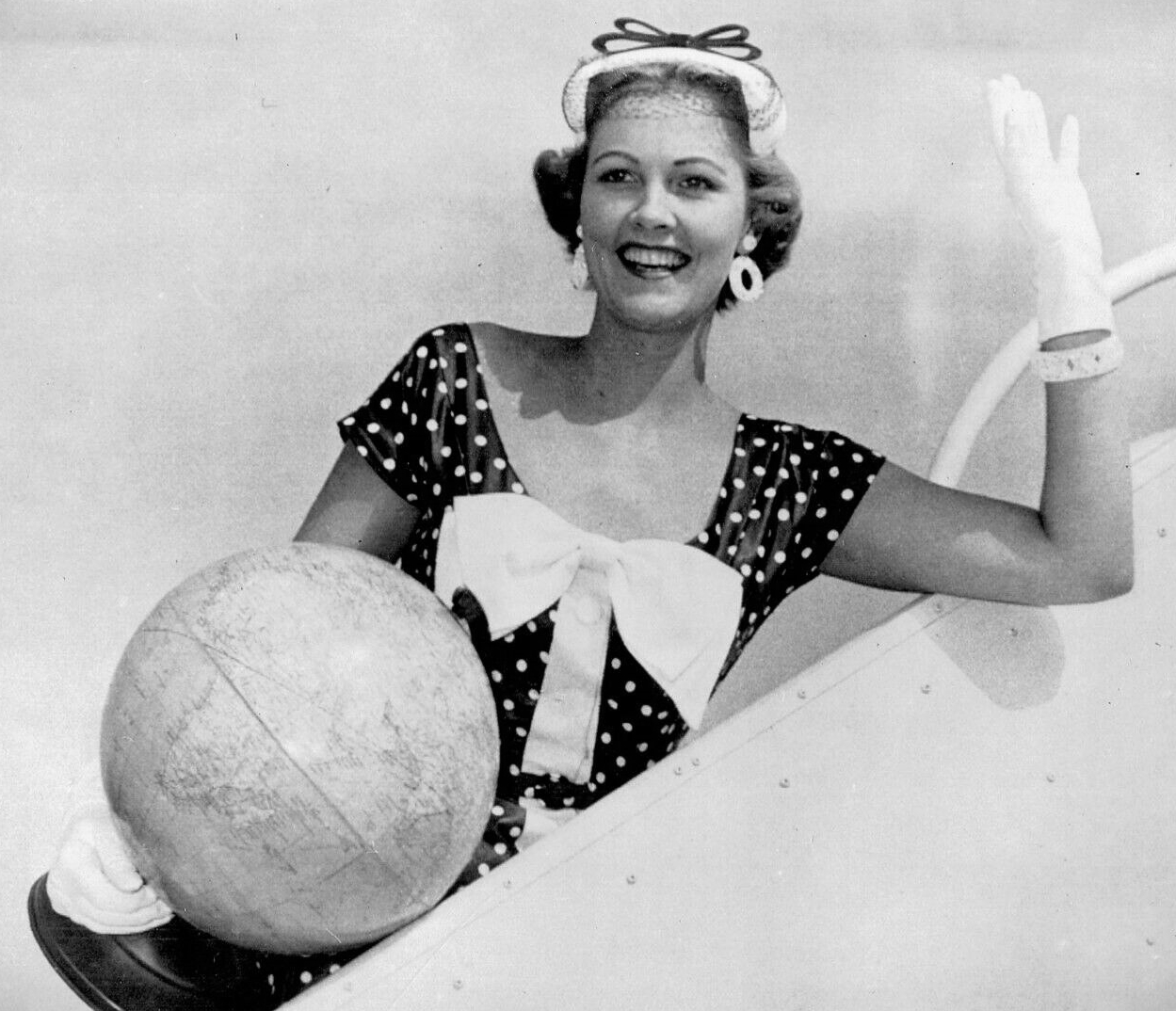
دوشیزه جهان ۱۹۵۴ میریام استیونسون آمریکا
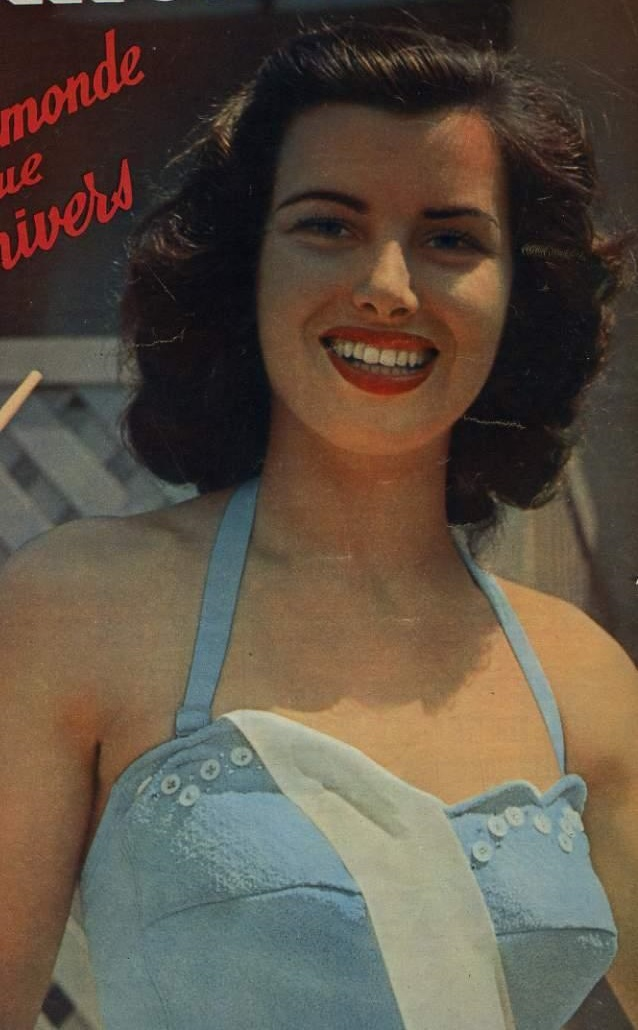
دوشیزه جهان ۱۹۵۳ کریستیانا مارتل فرانسه‌
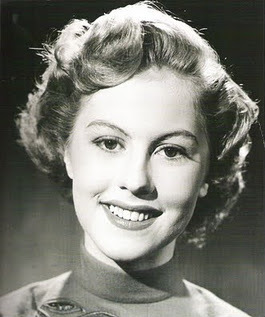
دوشیزه جهان ۱۹۵۲ آرمی کوسلا فنلاند